# Чжаоцин
Чжаоци́н (кит. упр. 肇庆, пиньинь Zhàoqìng) — городской округ на западе китайской провинции Гуандун, на границе с Гуанси. Входит в состав региона «Большого залива» (округа дельты Жемчужной реки, а также Гонконг и Макао).

## География
Чжаоцин расположен в долине реки Сицзян (Западной реки), текущей из провинции Гуанси на восток, к Гуанчжоу, где она вместе с Северной рекой (Бэйцзян) образует дельту Жемчужной реки. Территория округа преимущественно равнинная, за исключением невысоких известняковых скал и холмов в районах Динху и Дуаньчжоу, в сельской местности преобладают рисовые поля, плантации сахарного тростника и пруды для разведения рыбы.
Чжаоцин лежит в зоне муссонного субтропического океанического климата. Среднегодовая температура составляет + 22,69° C, среднегодовые осадки — 1633 мм.

## История
В эпоху Южных и северных династий, когда эти места входили в состав южной империи Лян, был создан Гаояоский округ (高要郡). После объединения китайских земель в составе империи Суй он был расформирован, а в 589 году была образована Дуаньчжоуская область (端州), власти которой разместились в уезде Гаояо. В 607 году Дуаньчжоуская область была переименована в Синьаньский округ (信安郡).
После смены империи Суй на империю Тан Синьаньский округ вновь стал Дуаньчжоуской областью, а в 622 году из ней была выделена Канчжоуская область (康州), власти которой разместились в уезде Дуаньси.
Во времена империи Сун наследник престола Чжао Цзи получил в 1096 году титул «Дуаньский князь» (端王). После того, как он в 1100 году занял трон, Дуаньчжоуская область получила статус «бывшей резиденции наследника престола», а в 1113 году поднята в статусе до управы, и стала Синцинской управой (兴庆府). В 1118 году она была переименована в Чжаоцинскую управу (肇庆府). В 1121 году наследник престола Чжао Гоу получил титул «Канский князь» (康王). После того, как он в 1127 году занял трон, Канчжоуская область получила статус «бывшей резиденции наследника престола», а в 1131 году поднята в статусе до управы, и стала Дэцинской управой (德庆府).
После монгольского завоевания и образования империи Юань Чжаоцинская управа стала в 1279 году Чжаоцинским регионом (肇庆路), а Дэцинская управа — Дэцинским регионом (德庆路). После свержения власти монголов и основания империи Мин Чжаоцинский регион вновь стал в 1368 году Чжаоцинской управой, а Дэцинский регион — Дэцинской управой. В 1376 году Дэцинская управа была понижена в статусе и стала Дэцинской областью (德庆州), подчинённой Чжаоцинской управе; уезд Дуаньси был при этом расформирован, а его земли перешли под прямое управление областных властей. В 1564 году в уезд Гаояо была перенесена из уезда Цанъу Учжоуской управы ставка Лянгуанского наместника. В 1580-х годах именно здесь Маттео Риччи и Микеле Руджери начали миссионерскую деятельность иезуитского ордена в Китае (за пределами Макао).
В 1640-х годах, когда северный Китай был уже завоеван маньчжурской империей Цин, Чжаоцинская управа стала на некоторое время базой Чжу Юлана. Чжу Юлан (внук минского императора, правившего под девизом «Ваньли») был коронован своими сторонниками в 1646 году и стал править под девизом «Юнли»; верные ему силы в течение нескольких лет продолжали контролировать некоторые части южного и юго-западного Китая. Работавшему при дворе Чжу Юлана австрийскому иезуиту Андреасу Вольфгангу Коффлеру (Andreas Wolfgang Koffler, 1603—1651) удалось добиться немалых успехов, окрестив ряд членов императорской семьи и особ, приближённых к императору. К 1650 г., однако, наступление маньчжуров заставило двор Чжу Юлана отступить из Чжаоцина дальше на запад, в Гуанси, и послать письма к папе римскому со слёзной просьбой о помощи.
Цинские власти в 1664 году вернули ставку Лянгуанского наместника в Чжаоцинскую управу (минский наместник, отступая перед цинскими войсками, перенёс ставку в Гуанчжоу, а цинские власти ставку своего наместника поначалу разместили в Учжоуской управе), и она оставалась здесь до 1746 года. После Синьхайской революции в Китае была проведена реформа структуры административного деления, в ходе которой управы и области были упразднены, и поэтому в 1912 году Чжаоцинская управа была расформирована, а Дэцинская область была преобразована в уезд Дэцин.
После вхождения этих мест в состав КНР был образован Специальный район Сицзян (西江区专), состоящий из 10 уездов. В 1952 году Специальный район Сицзян был расформирован, и эти земли перешли в состав Административного района Юэчжун (粤中行政区); уезды Фэнчуань и Кайцзянь были при этом объединены в уезд Фэнкай. В конце 1955 года было принято решение о расформировании Административных районов, и в 1956 году был создан состоящий из 11 уездов Специальный район Гаояо (高要专区). В апреле 1958 года урбанизированная часть уезда Гаояо была выделена в отдельный городской уезд Чжаоцин. В декабре 1959 года Специальный район Гаояо был переименован в Специальный район Цзянмэнь (江门专区). В 1961 году Специальный район Цзянмэнь был переименован в Специальный район Чжаоцин (肇庆专区). В 1970 году Специальный район Чжаоцин был переименован в Округ Чжаоцин (肇庆地区).
В 1970-х годах на землях округа Чжаоцин массово поселяли китайских беженцев из Вьетнама и Индонезии.
Постановлением Госсовета КНР от 7 января 1988 года были расформированы округ Чжаоцин и городской уезд Чжаоцин, и образован городской округ Чжаоцин; территория бывшего городского уезда Чжаоцин стала районом Дуаньчжоу в его составе, плюс на стыке территории уезда Гаояо и бывшего городского уезда Чжаоцин был образован район Динху.
В сентябре 1993 года уезд Гаояо был преобразован в городской уезд.
В ноябре 1993 года уезд Сыхуэй был преобразован в городской уезд.
Постановлением Госсовета КНР от 4 апреля 1994 года из городского округа Чжаоцин был выделен городской округ Юньфу.
Постановлением Госсовета КНР от 28 апреля 2015 года городской уезд Гаояо был преобразован в район городского подчинения.

## Население

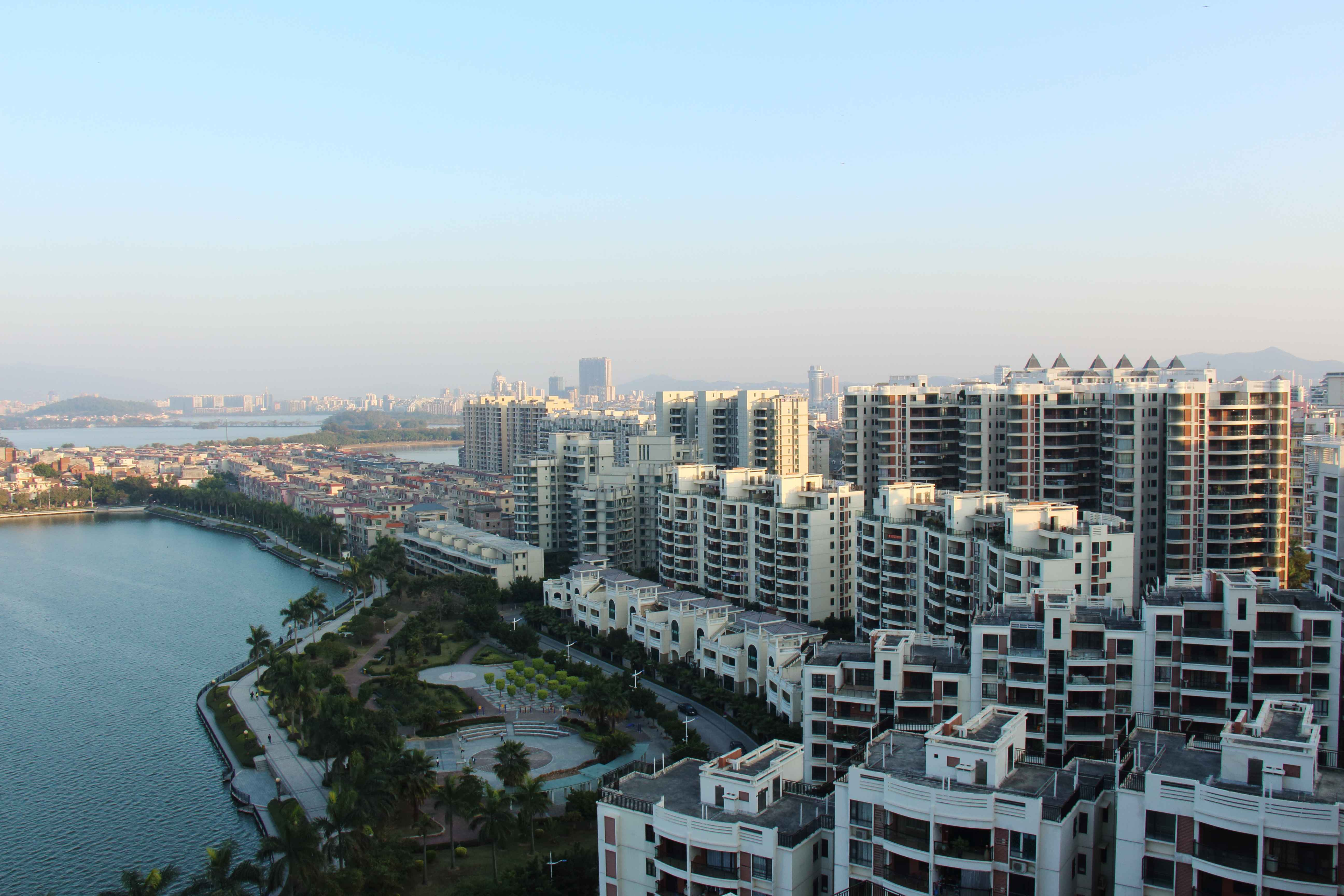
Дуаньчжоу

Согласно переписи 2010 года, в округе проживало свыше 3,9 млн человек. Наиболее урбанизированными районами являются Дуаньчжоу и Гаояо.
Абсолютное большинство населения Чжаоцина составляют ханьцы, говорящие на кантонском диалекте; также в округе проживают небольшие группы бяо и хакка. Округ Чжаоцин является исторической родиной для многих хуацяо Гонконга, Юго-Восточной Азии и Австралии.

## Административно-территориальное деление
Городской округ Чжаоцин делится на 3 района, 1 городской уезд, 4 уезда:
| Карта                                                     | Карта     | Карта     | Карта          | Карта            | Карта         |
| --------------------------------------------------------- | --------- | --------- | -------------- | ---------------- | ------------- |
| Дуаньчжоу Динху Гаояо Гуаннин Хуайцзи Фэнкай Дэцин Сыхуэй |           |           |                |                  |               |
| Статус                                                    | Название  | Иероглифы | Пиньинь        | Население (2020) | Площадь (км²) |
| Район                                                     | Дуаньчжоу | 端州区    | Duānzhōu qū    |                  |               |
| Район                                                     | Динху     | 鼎湖区    | Dǐnghú qū      |                  |               |
| Район                                                     | Гаояо     | 高要区    | Gāoyāo qū      |                  |               |
| Городской уезд                                            | Сыхуэй    | 四会市    | Sìhuì shì      |                  |               |
| Уезд                                                      | Гуаннин   | 广宁县    | Guǎngníng xiàn |                  |               |
| Уезд                                                      | Хуайцзи   | 怀集县    | Huáijí xiàn    |                  |               |
| Уезд                                                      | Фэнкай    | 封开县    | Fēngkāi xiàn   |                  |               |
| Уезд                                                      | Дэцин     | 德庆县    | Déqìng xiàn    |                  |               |

## Экономика
Чжаоцин известен в Гуандуне как растущий промышленный, транспортный и образовательный центр, а также как значительный центр туризма, который на выходных посещают жители Гуанчжоу, Шэньчжэня и Гонконга. Районы Сыхуэй, Динху, Дуаньчжоу и Гаояо сильно тяготеют к экономически наиболее развитому региону Китая — Дельте Жемчужной реки.

### Туризм

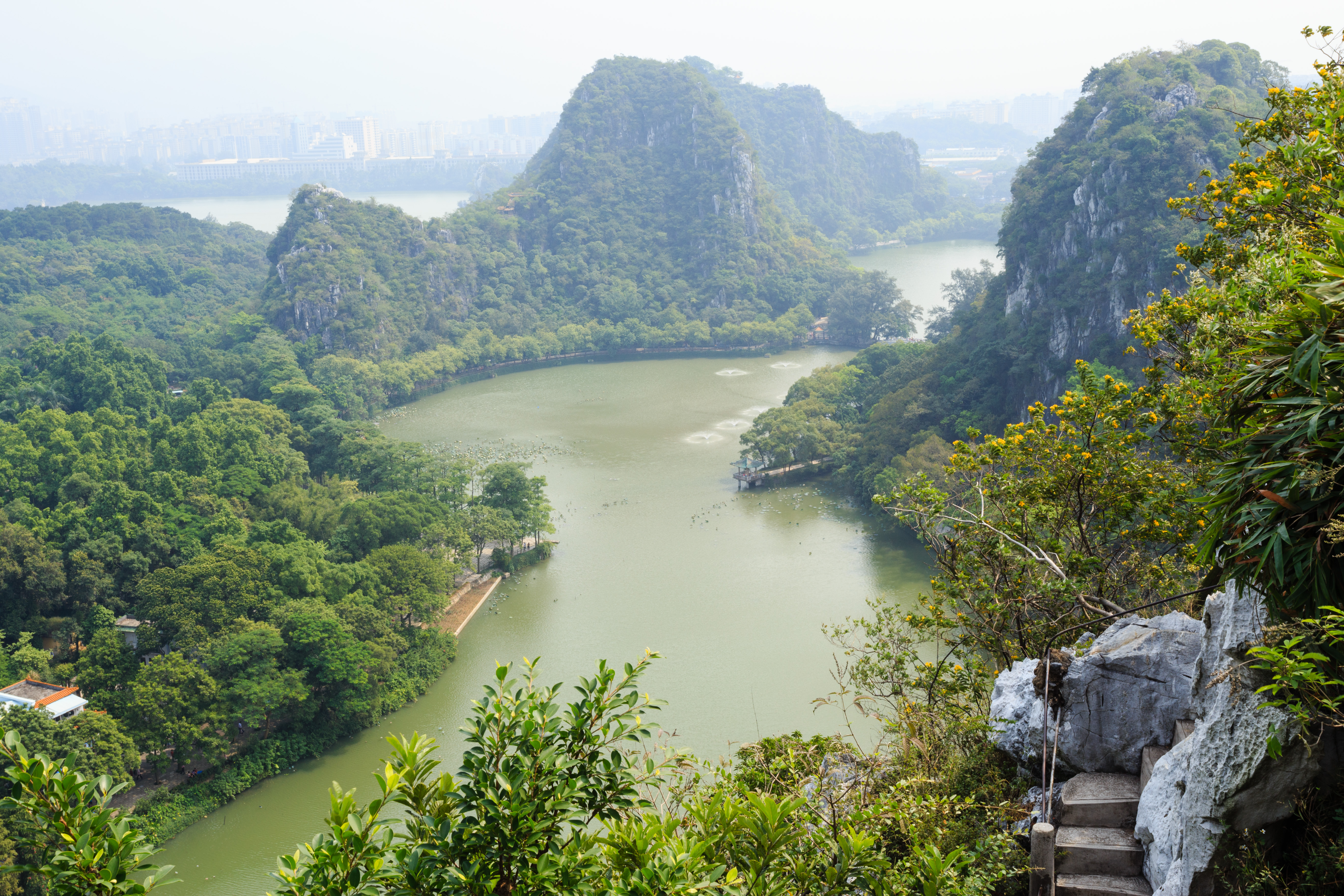
Скалы «Семь звёзд»

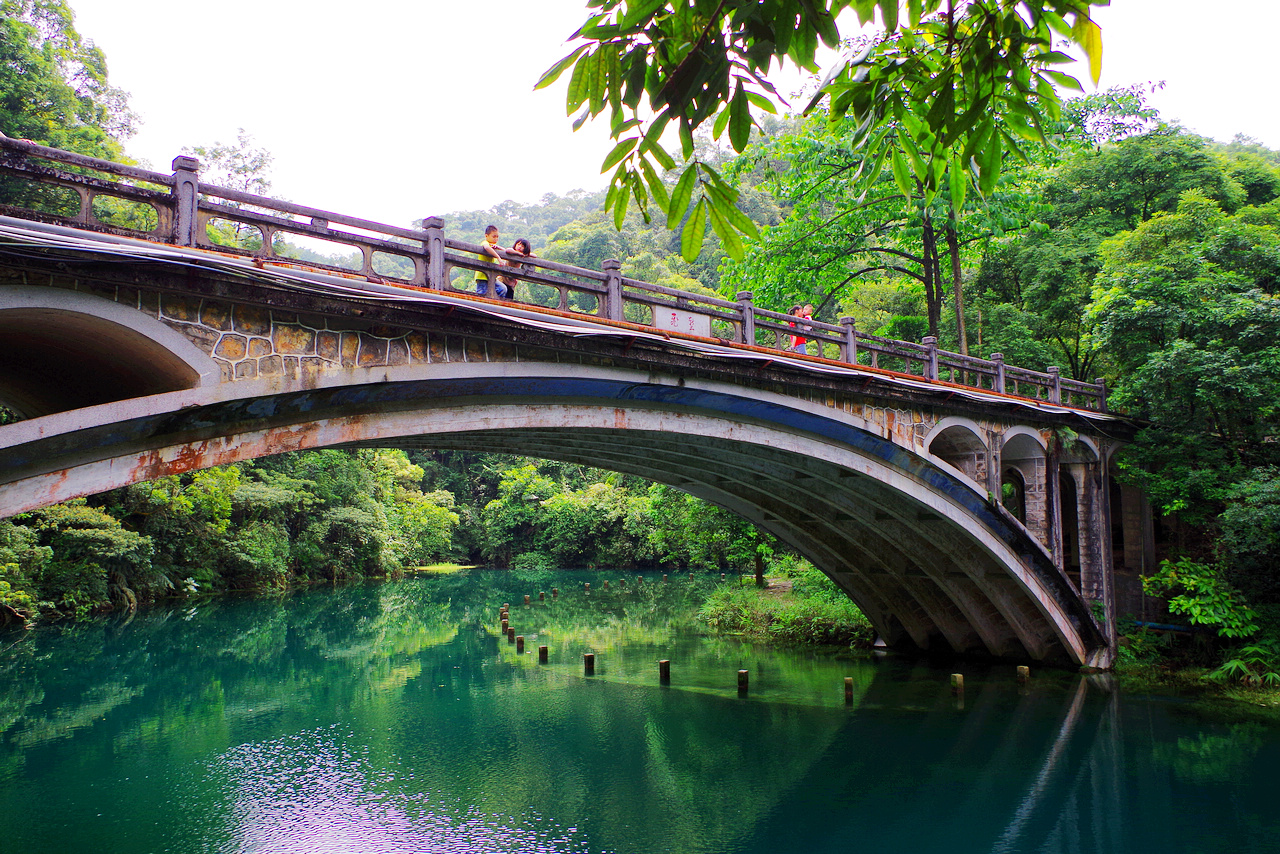
Заповедник горы Динху

Главной туристической достопримечательностью Чжаоцина являются известняковые скалы «Семь звёзд», расположенные вокруг озера Цисин в центре Дуаньчжоу. Живописные скалы известны в Китае как «маленький Гуйлинь», на некоторых из них оборудованы смотровые площадки. Озеро Цисин разделено дамбами на пять отдельных участков; часть озера выделена под заповедник для перелётных птиц. Вокруг озера разбит парк с многочисленными павильонами, скульптурами буддийских и даосских святых, мостами, кафе и лодочными станциями. Здесь же имеется несколько пещер с подземными реками и озёрами, по которым туристов катают на лодках.
Другой популярной достопримечательностью Чжаоцина является гора Динху, расположенная в одноимённом районе. Туристов привлекают озеро у подножия горы, тропический лес, живописные водопады, глубокие ущелья, многочисленные буддийские святыни (включая пещерные храмы), разнообразие редких птиц, животных и цветов. В 1956 году вокруг горы Динху был создан национальный природный заповедник.
Рядом с горой Динху расположен высокопочитаемый буддийский храм Цинъюнь, основанный в первой половине XVII века. В 1649 году храм посетил император Юнли. В период правления императора Сяньфэна храм был разрушен, но к концу XIX века, благодаря поддержке императрицы Цыси, его удалось восстановить. Пожар 1916 года уничтожил большинство зданий комплекса. В 1923 году храм посетил Сунь Ятсен. Сегодня храм Цинъюнь сохраняет архитектурный стиль династии Цин: вдоль центральной оси расположены пять дворов с многочисленными залами и павильонами. Здесь можно осмотреть зал Пагоды, зал Сканды, зал Махавиры, зал Семи Будд, зал приёмов, колокольню, барабанную башню и библиотеку буддийских текстов.
В Гаояо расположены три древние пагоды, несколько исторических храмов, особняков и павильонов. В Гуаннине среди туристов популярны бамбуковые рощи и живописные озёра.

### Промышленность
В Чжаоцине в небольших количествах добывают уголь, медь, свинец, цинк, золото, тантал, ниобий, известняк, гранит, серу, гипс, керамическую глину, нефрит и другие полезные ископаемые. Чжаоцин является значительным центром пищевой, химической, текстильной, швейной и деревообрабатывающей промышленности, здесь также производят стройматериалы, керамику, электронику, промышленное оборудование, лекарства, пластмассовые изделия, мебель, бумагу, краски и бамбуковые изделия. Пищевые предприятия производят алкогольные и безалкогольные напитки (в том числе пиво и вино), сахар, мясные, хлебобулочные и кондитерские изделия.
Крупнейшим промышленным кластером округа является Zhaoqing High Technology Industrial Development Zone площадью 109 км² в уезде Сыхуэй. В состав зоны входят Dawang Industrial Park и Sanrong Industrial Park. В Чжаоцине расположены завод компании XPeng (Guangzhou Xiaopeng Motors Technology) по производству электромобилей, завод компании Contemporary Amperex Technology по производству автомобильных аккумуляторных батарей и завод компании Zhaoqing Junhong Corporation (Maxtrek Tyres) по производству автомобильных шин. В уезде Сыхуэй расположена крупная газовая ТЭС (Sihui Power Station).

### Сельское и лесное хозяйство

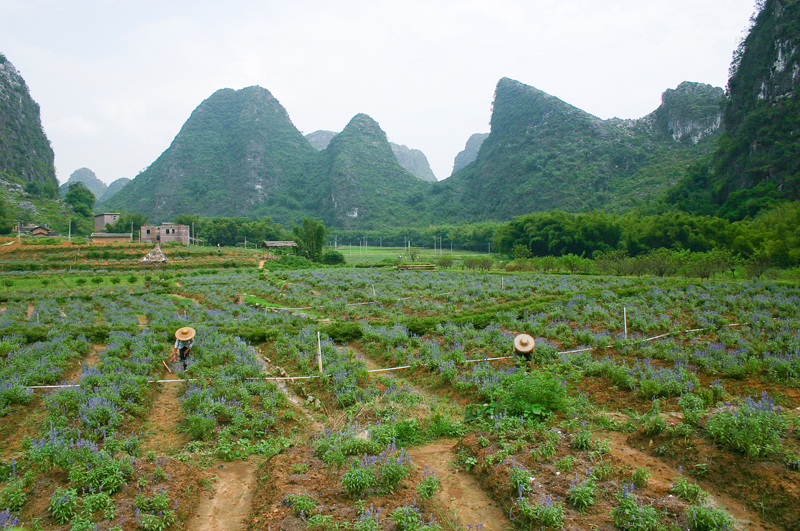
Крестьяне в уезде Хуайцзи

Садоводство и земледелие играют важную роль в местной экономике. В речных долинах и на холмах Чжаоцина выращивают рис, сахарный тростник, батат, цитрон пальчатый, чай, шелковицу и арахис, в лесистой местности заготавливают бамбук, ценные породы древесины, кору кассии (из которой производят корицу) и канифоль. Посёлок Хэтай является центром выращивания хризантем.
Также в Чжаоцине развиты рыболовство, животноводство и птицеводство: в округе в промышленных масштабах разводят рыбу, морепродукты, уток, кур и свиней.

## Транспорт

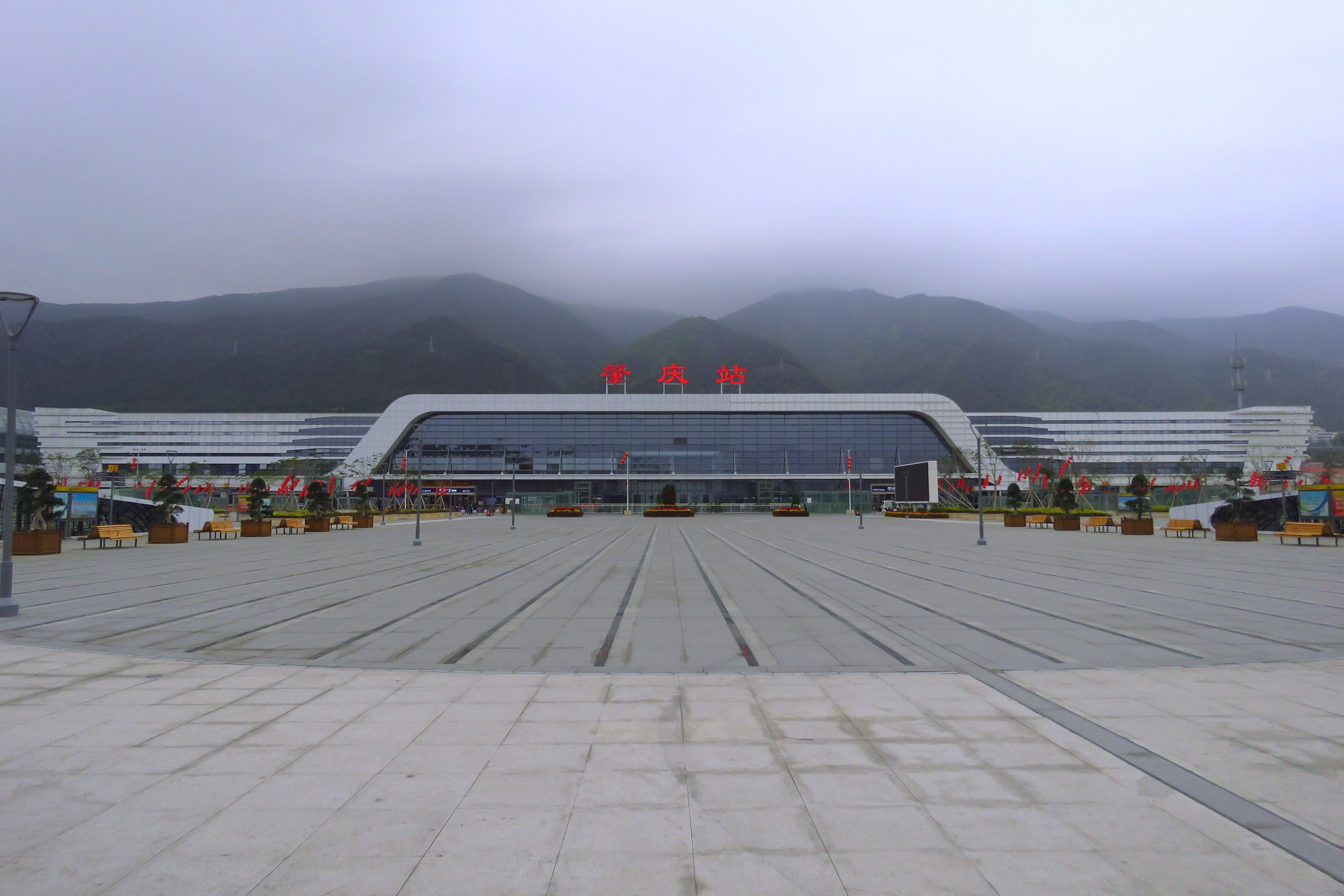
Чжаоцинский вокзал

Чжаоцин имеет прямое железнодорожное и автобусное сообщение с Гуанчжоу, Шэньчжэнем, Гонконгом и другими городами Южного Китая. Через территорию округа проходят национальные шоссе Годао 321 (Гуанчжоу — Чэнду) и Годао 324 (Фучжоу — Куньмин), а также скоростная автомагистраль Гуанчжоу — Чжаоцин — Учжоу, скоростная железная дорога Гуанчжоу — Фошань — Чжаоцин и железная дорога Гуанчжоу — Маомин. На вокзале Чжаоцина (расположен в районе Дуаньчжоу) можно пройти паспортный контроль и затем в Гуанчжоу без проверок пересесть на скоростную железную дорогу Гуанчжоу — Шэньчжэнь — Гонконг.
Гонконгская компания Chu Kong Passenger Transport является оператором пассажирских катамаранов, которые ежедневно курсируют по реке между Чжаоцином и Гонконгом. В декабре 2020 года компания EHang запустила в Чжаоцине сервис, позволяющий туристам совершить полёт на беспилотном летающем такси.

## Образование
В Чжаоцине расположены Чжаоцинский университет, основанный в 1970 году, кампус Гуандунского университета финансов и экономики, Чжаоцинский колледж иностранных языков, Гуандунский колледж бизнеса и технологий, Канадско-Американская школа.

## Спорт

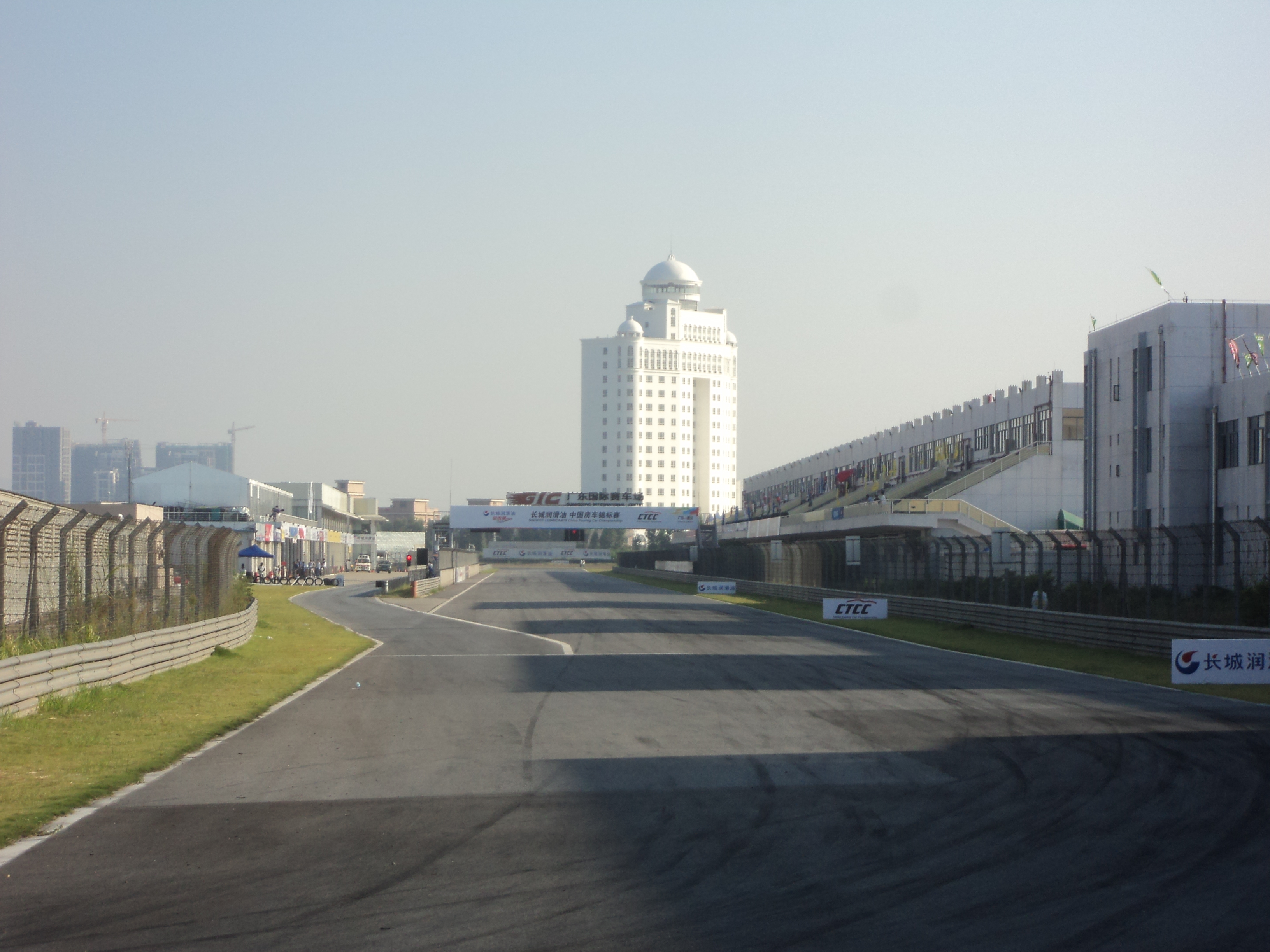
Автодром в Сыхуэй

В уезде Сыхуэй расположена международная трасса (Guangdong International Circuit), на которой проходят автомобильные гонки класса Формула-3 и WTCC. 2,8-километровый автодром был построен в 2009 году, на нём регулярно проводятся соревнования по кузовным автогонкам и супербайку.
В Чжаоцине расположена национальная база подготовки по хай-дайвингу (прыжки в воду с большой высоты с глубоким погружением). Также в округе базируется футбольный клуб «Чжаоцин Хэнтай» (его домашняя арена расположена в соседнем Фошане).

## Известные уроженцы
На территории современного округа Чжаоцин родились император эпохи Южная Хань Лю Янь (889), чайный селекционер Лю Цзюньчжоу (1870), революционер Лю Шаочжу (1892), дзюдоистка Сянь Дунмэй (1975).

## Галерея

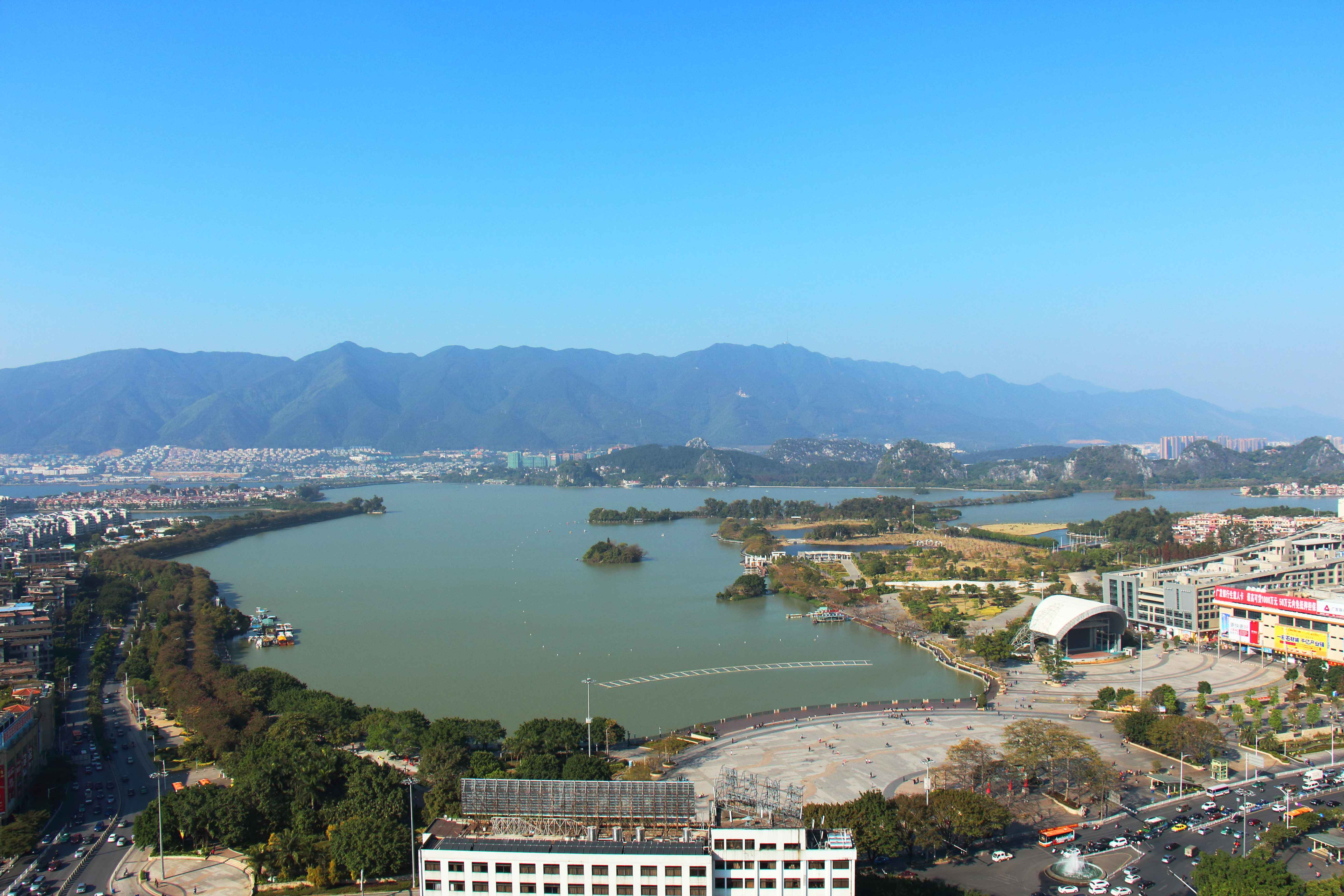
Озеро Цисин
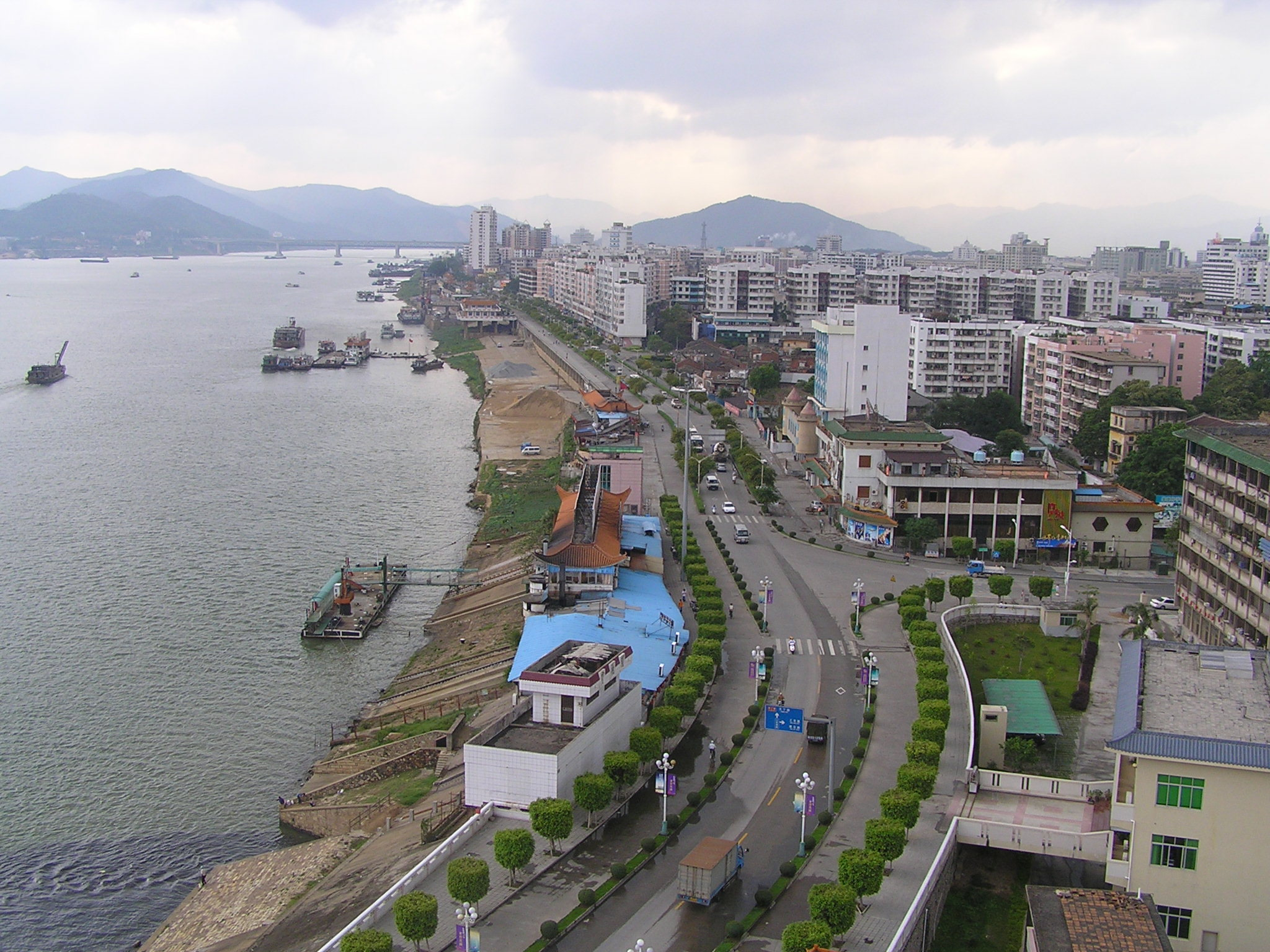
Река Сицзян
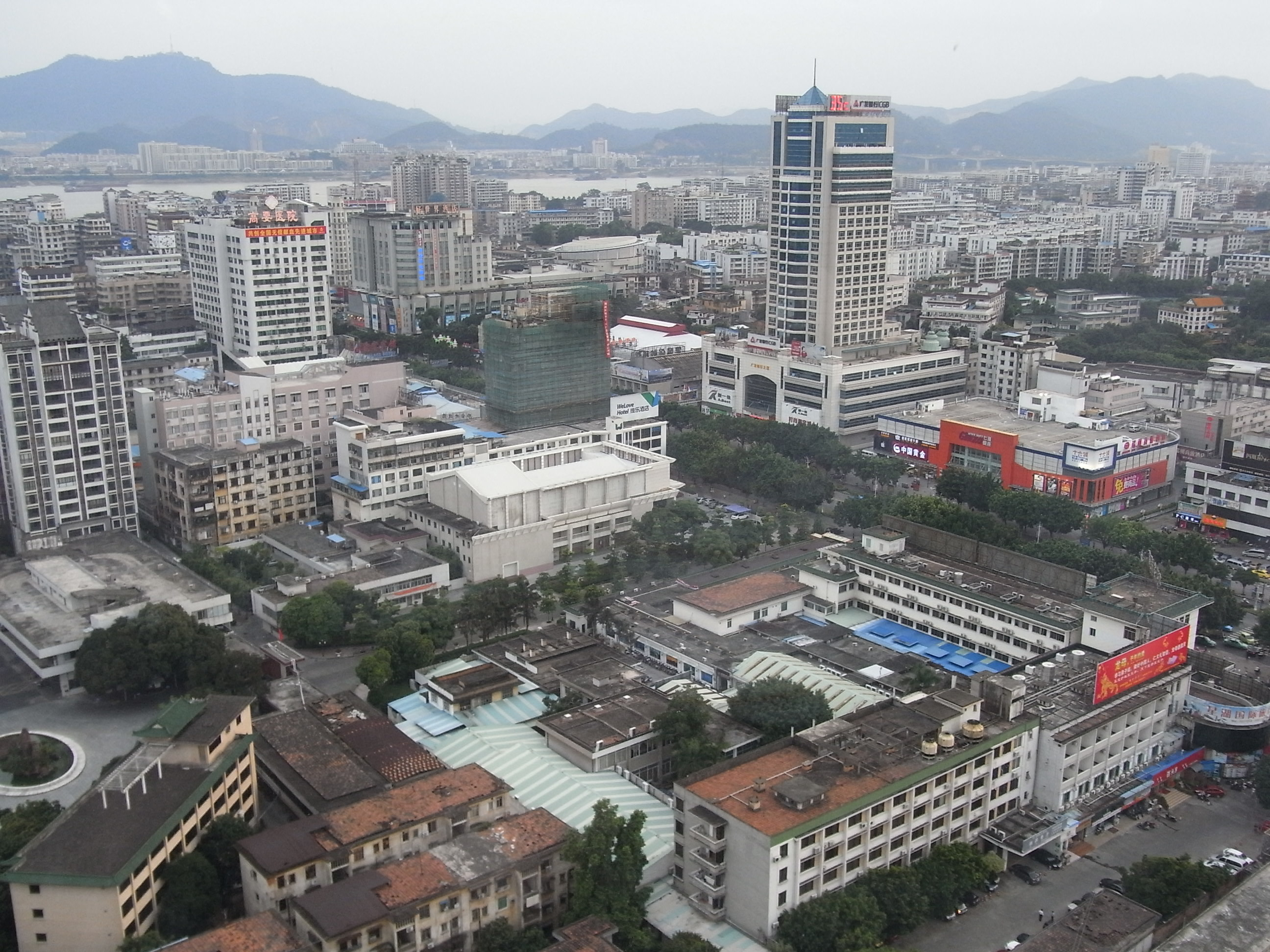
Дуаньчжоу
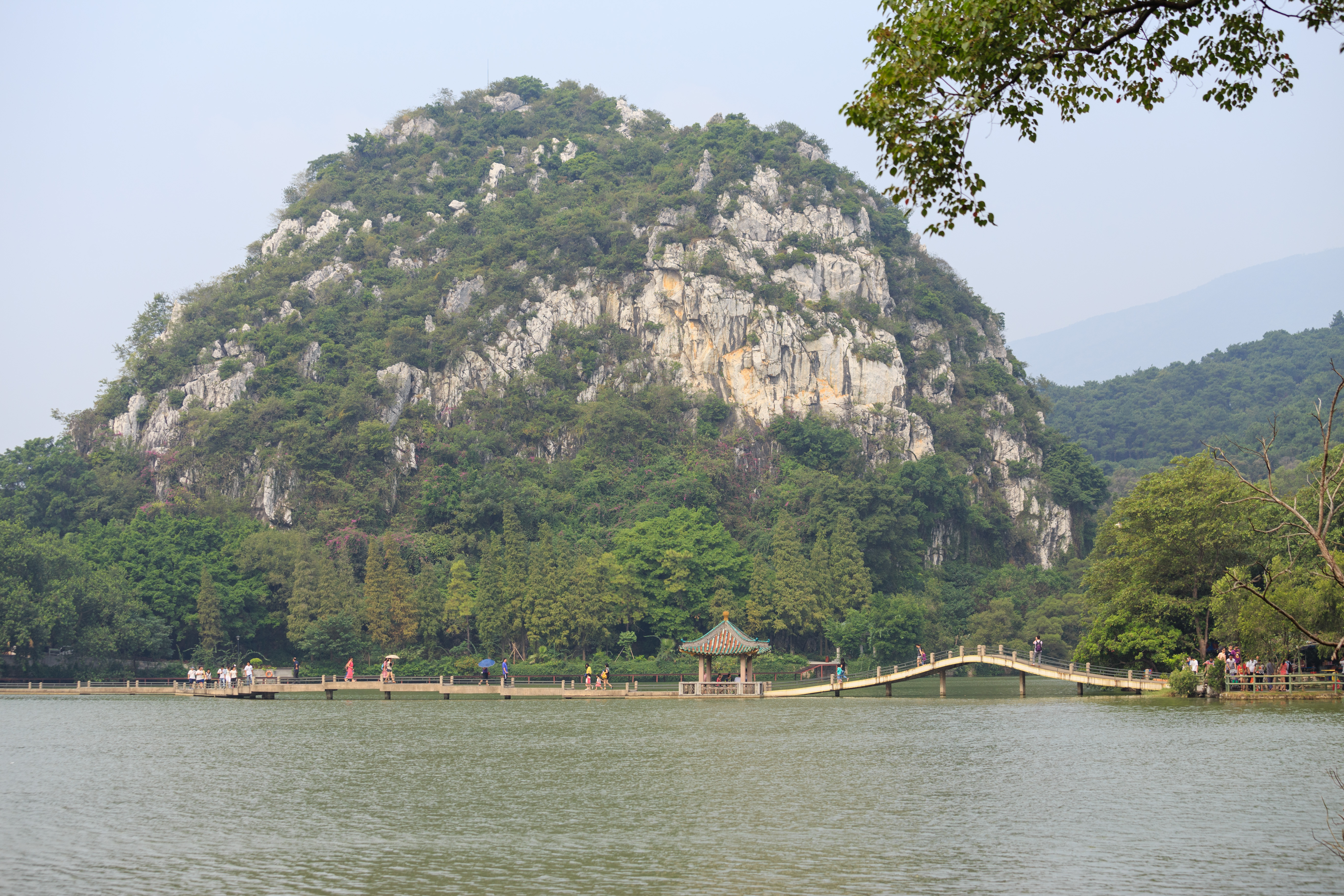
Скалы «Семь звёзд»
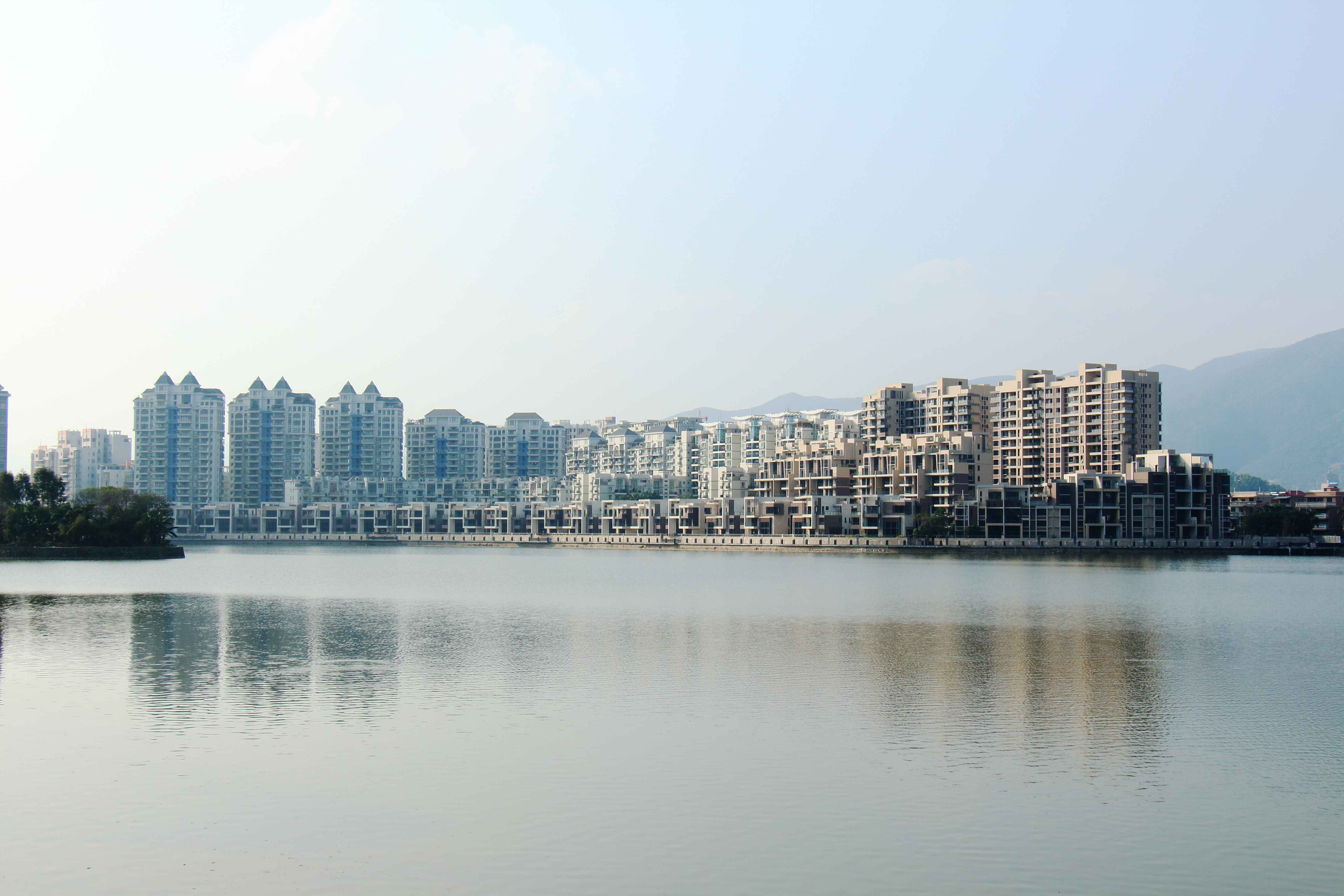
Дуаньчжоу
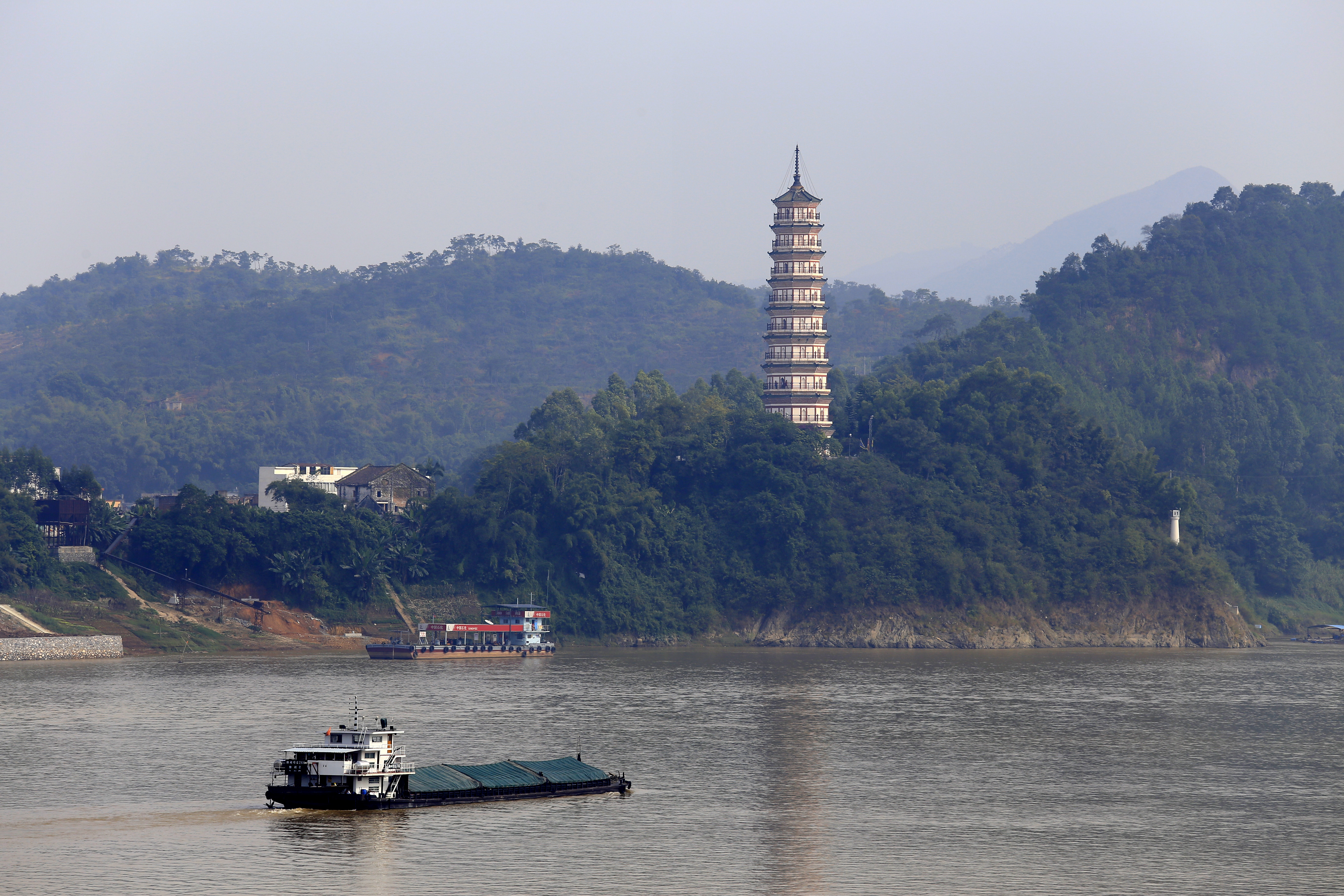
Пагода в Дэцине
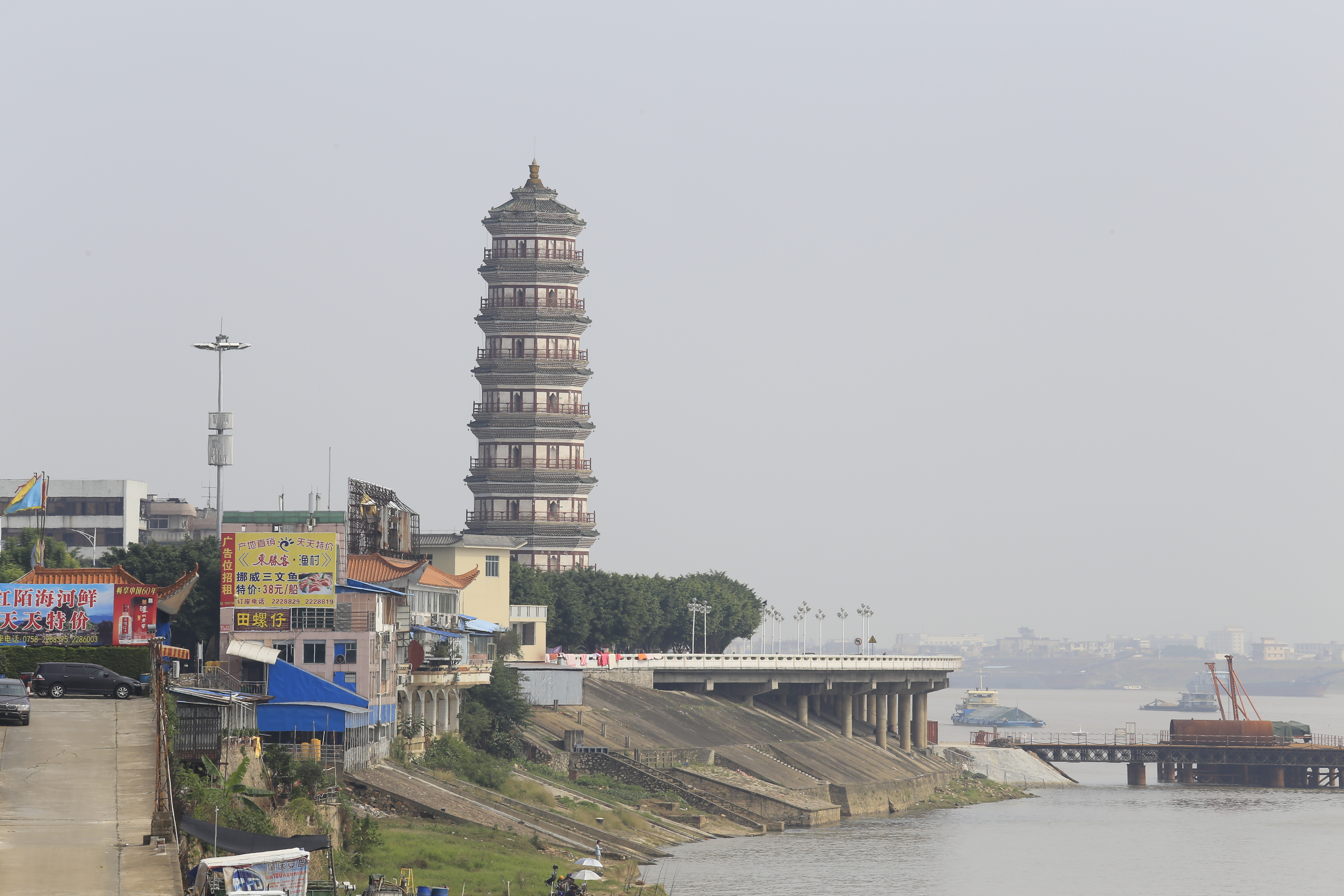
Пагода в Дуаньчжоу
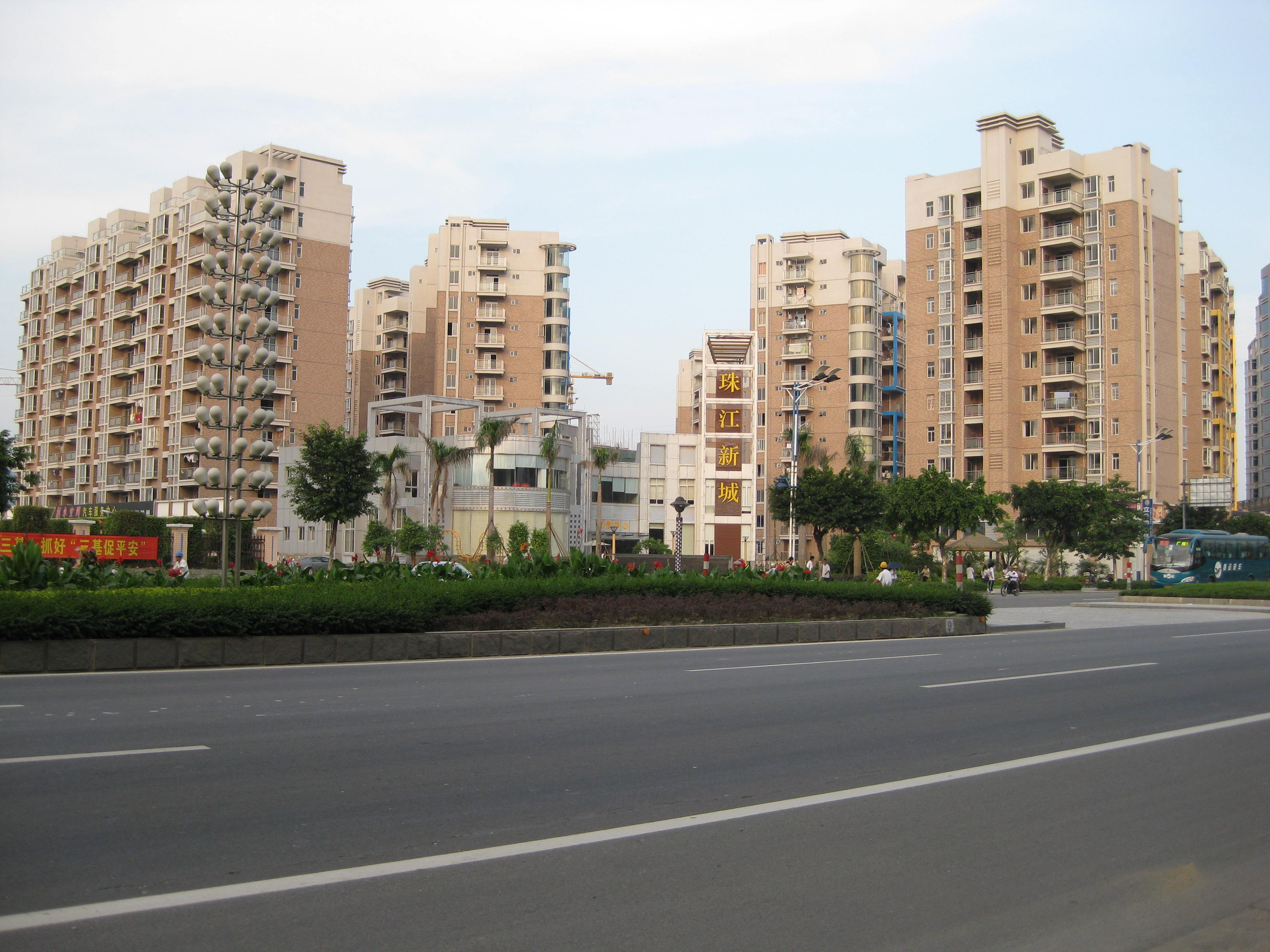
Новый жилой квартал
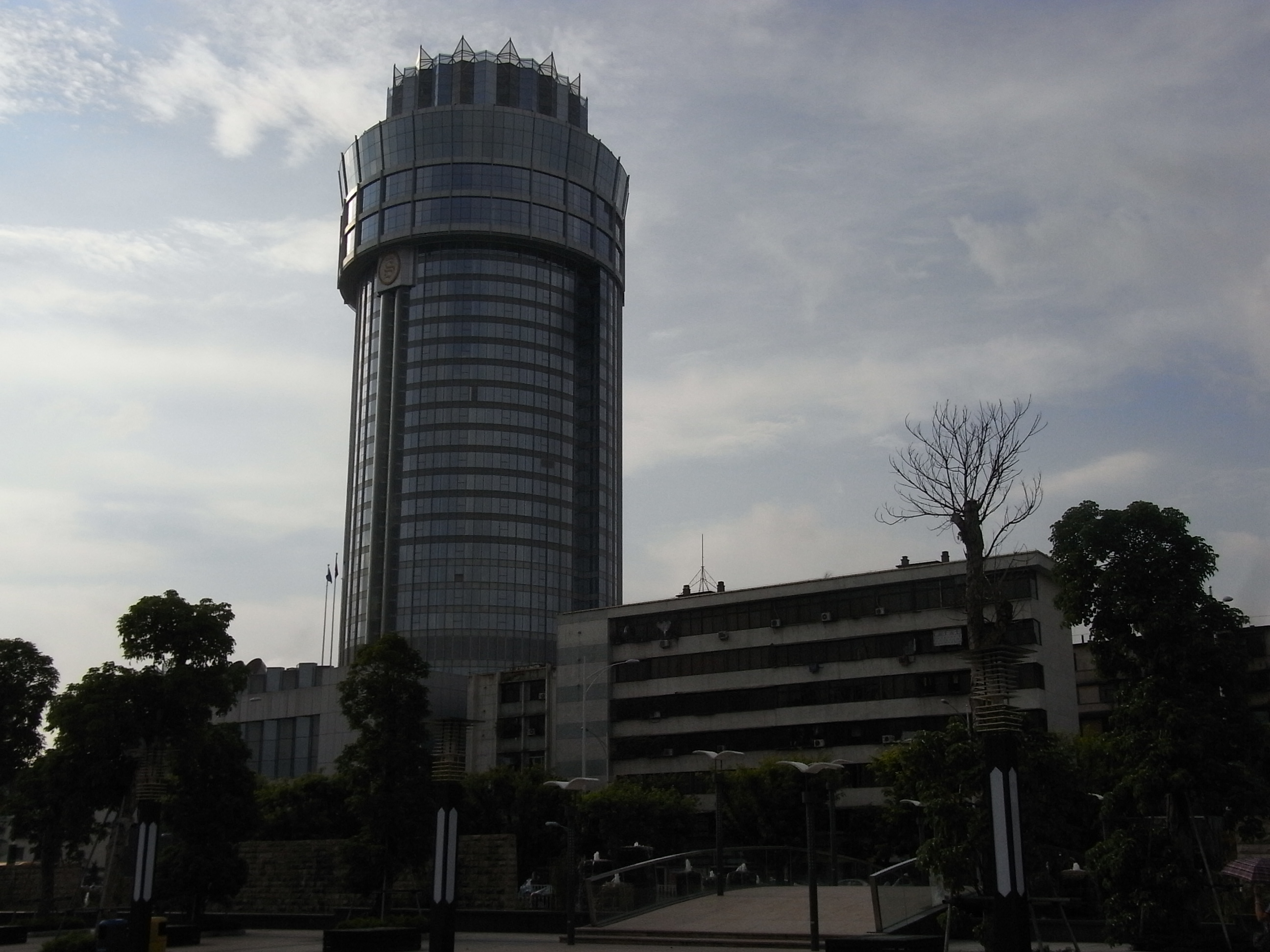
Отель в Дуаньчжоу
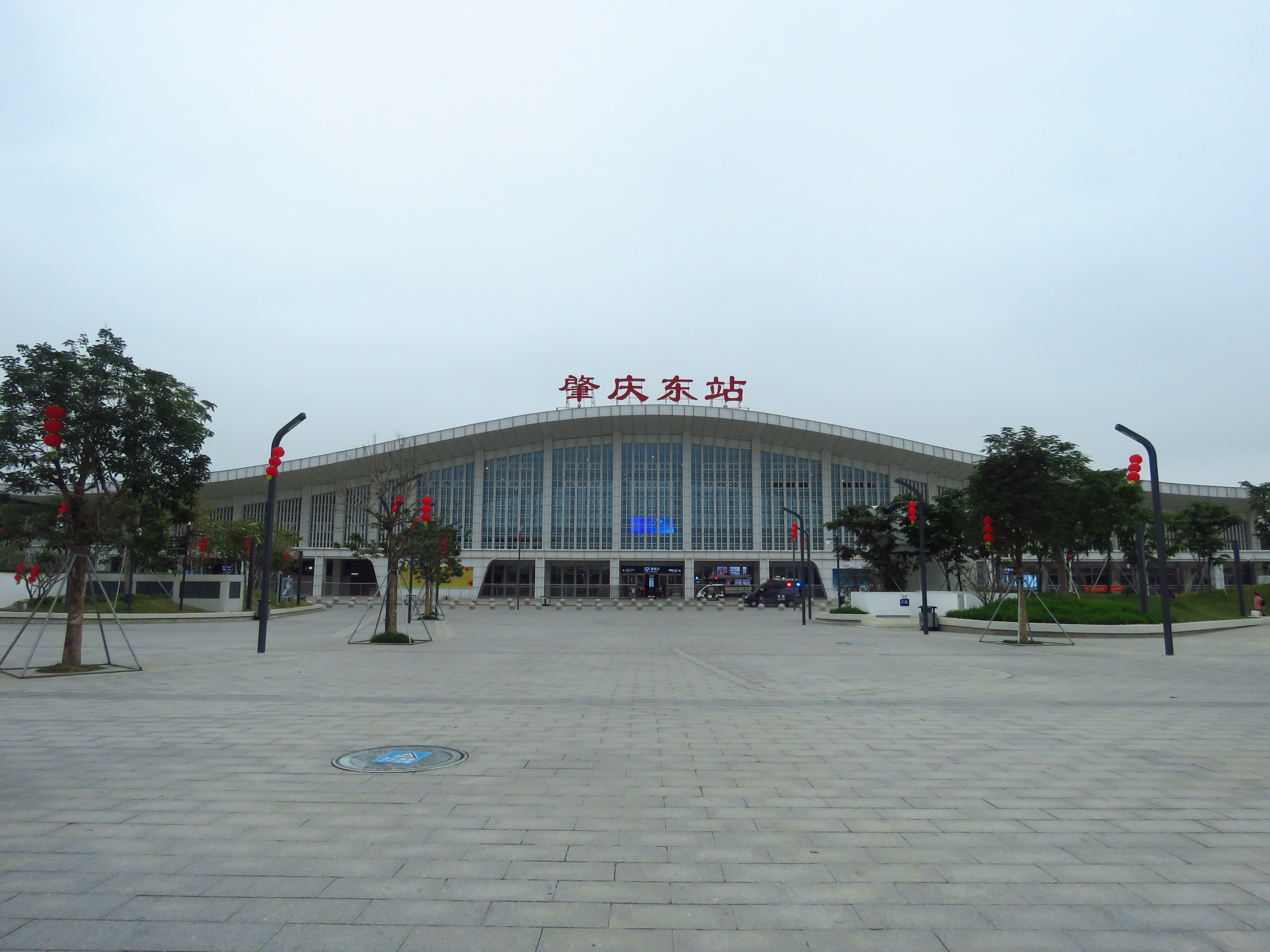
Вокзал Чжаоциндун
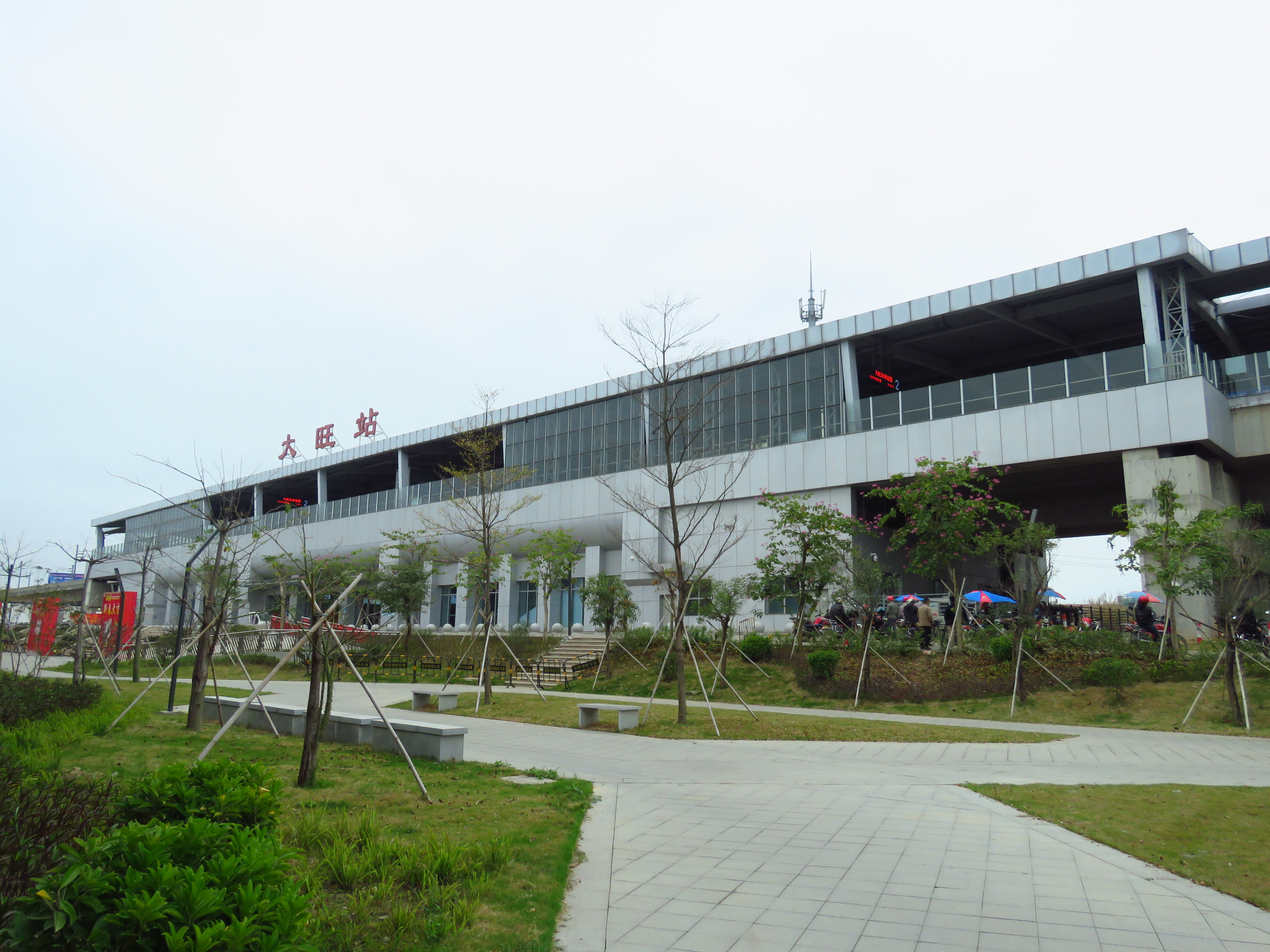
Вокзал Даван
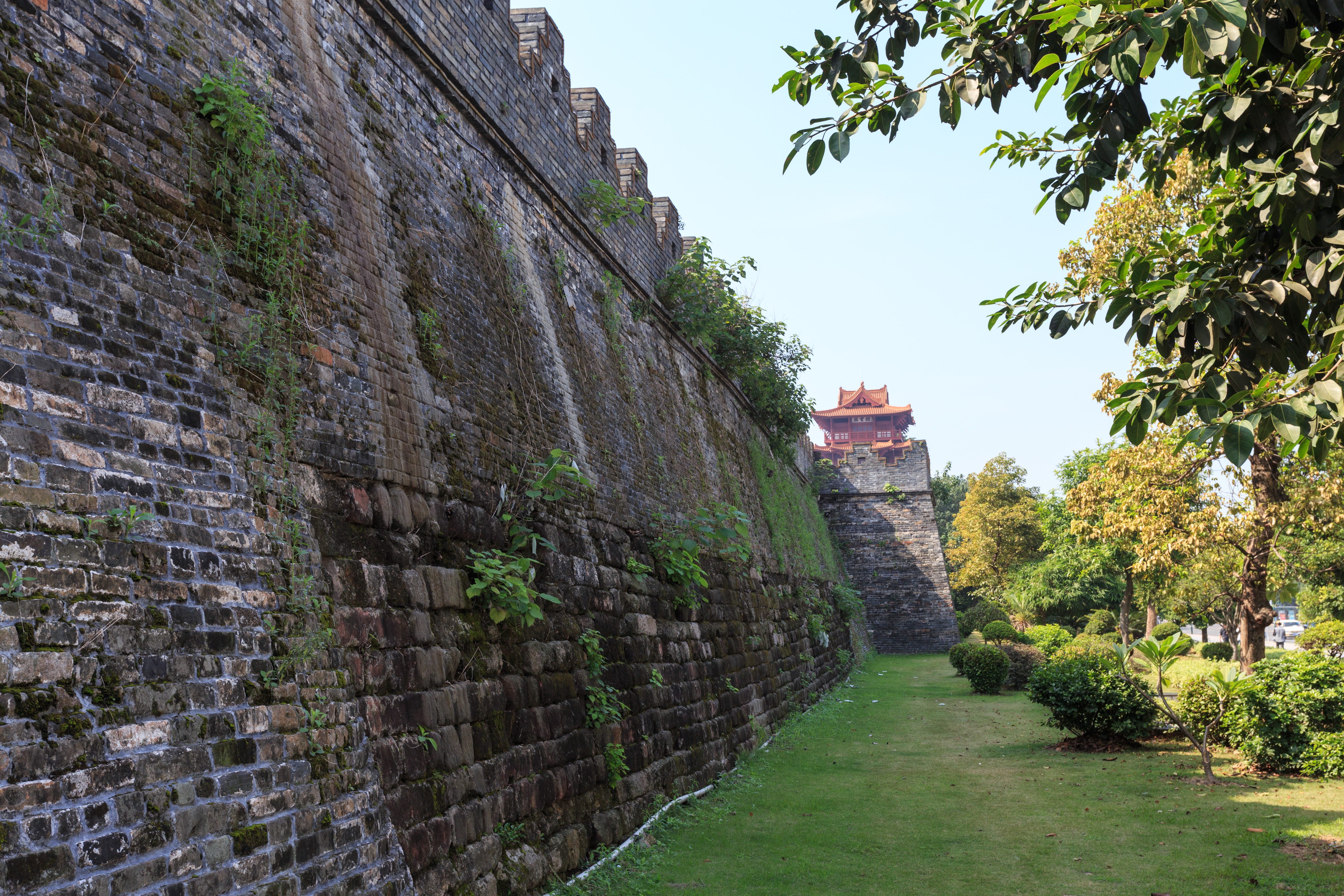
Городская стена в Дуаньчжоу
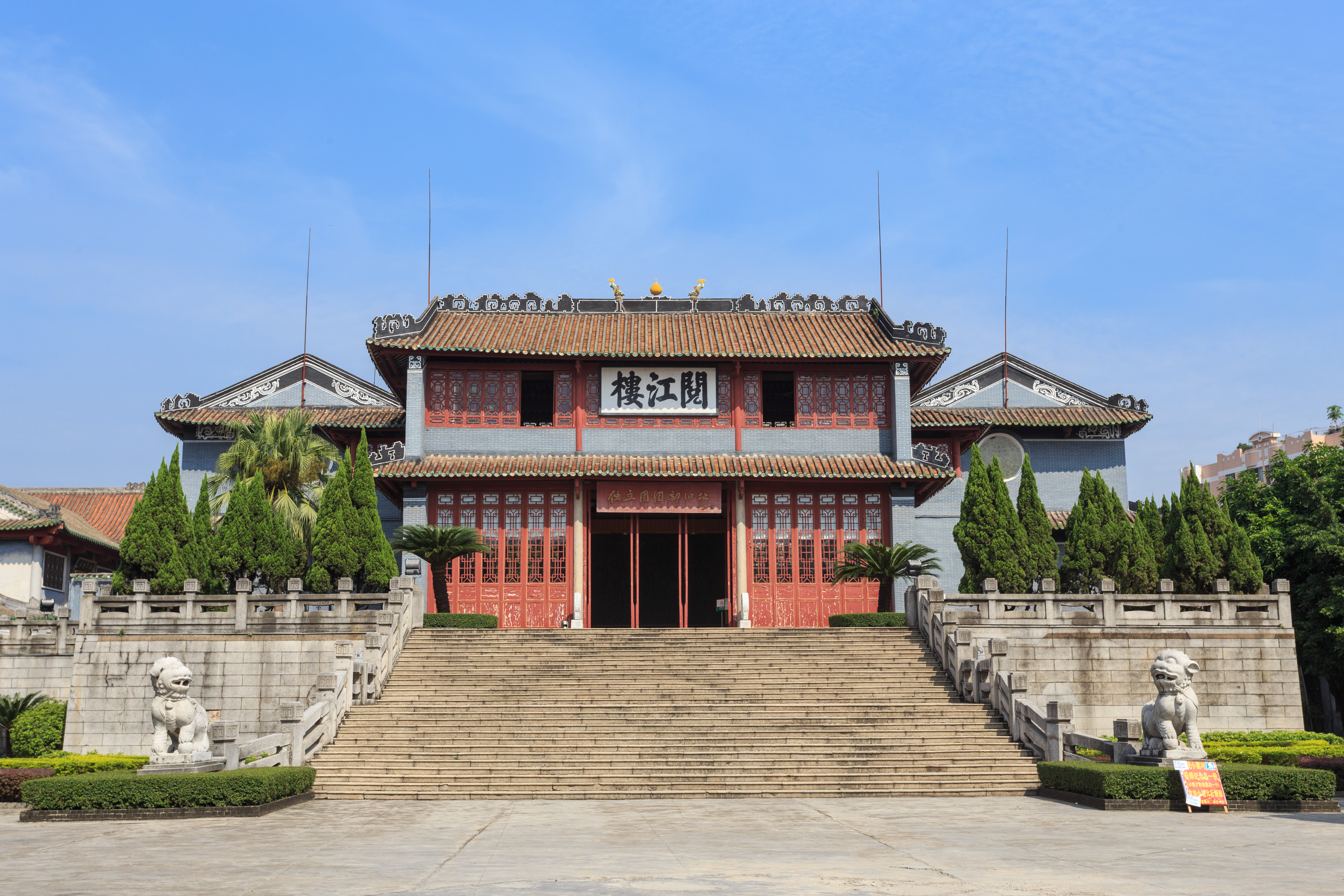
Старинное здание в Дуаньчжоу
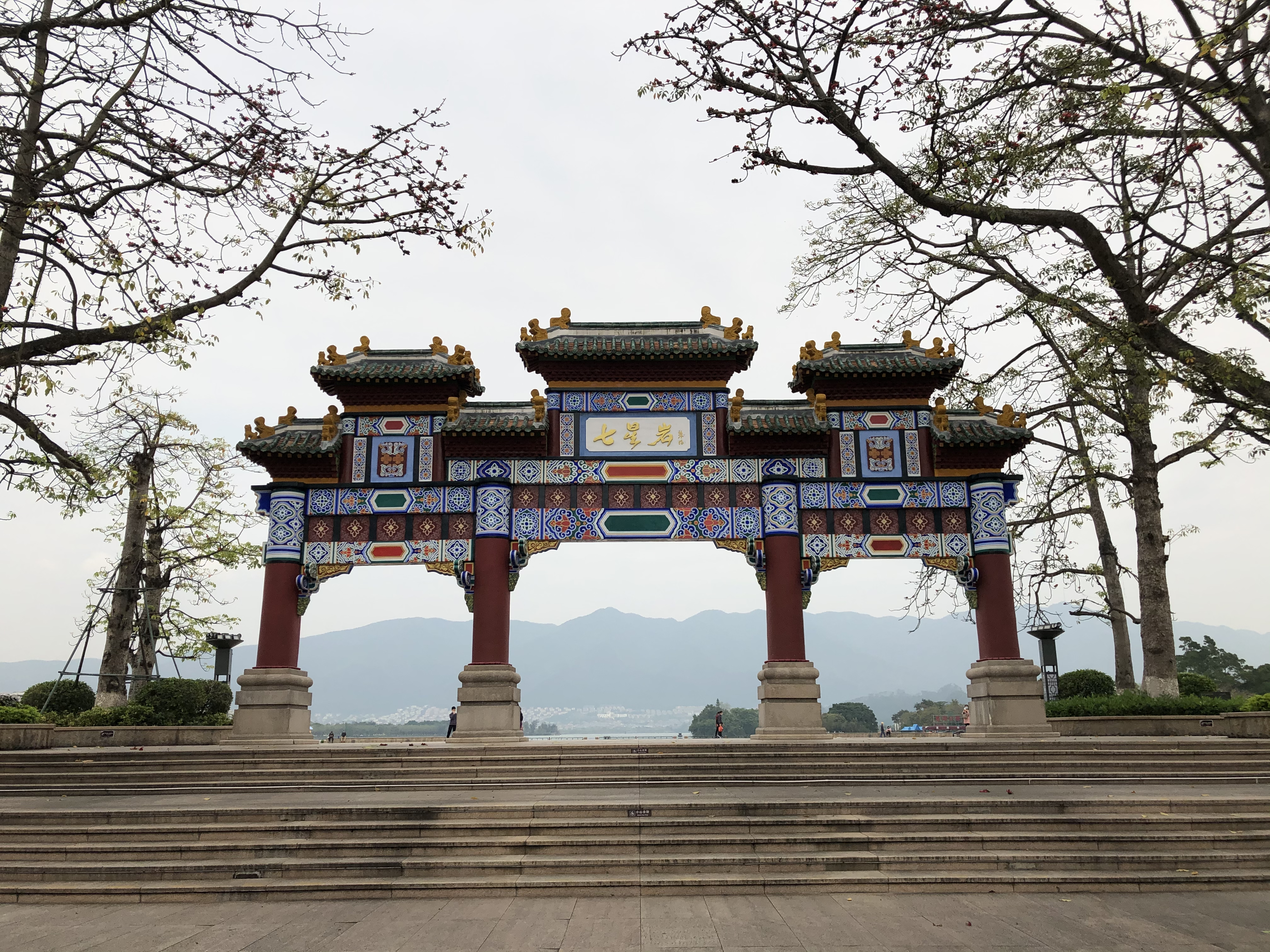
Парк скал «Семь звёзд»
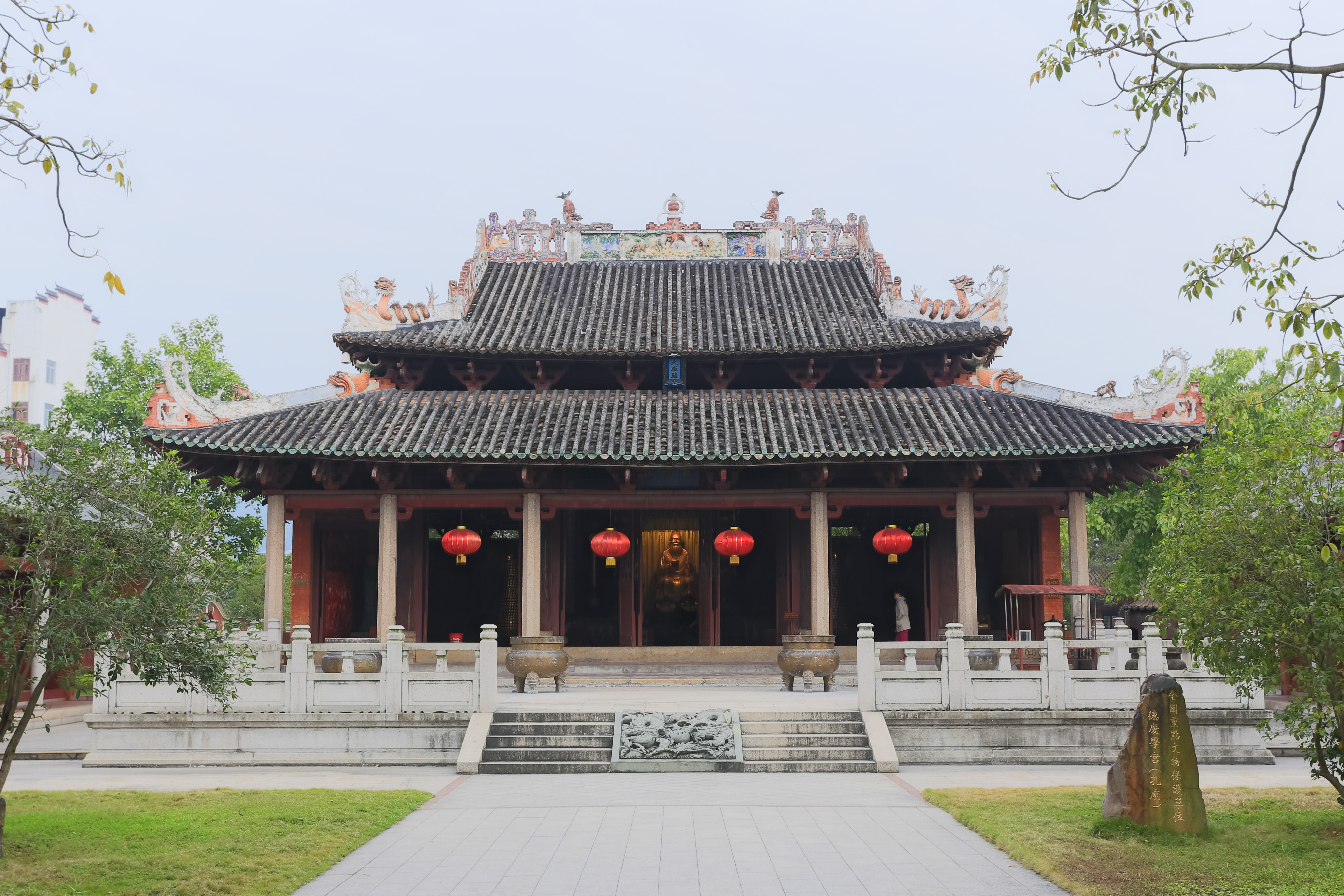
Конфуцианский храм в Дэцине
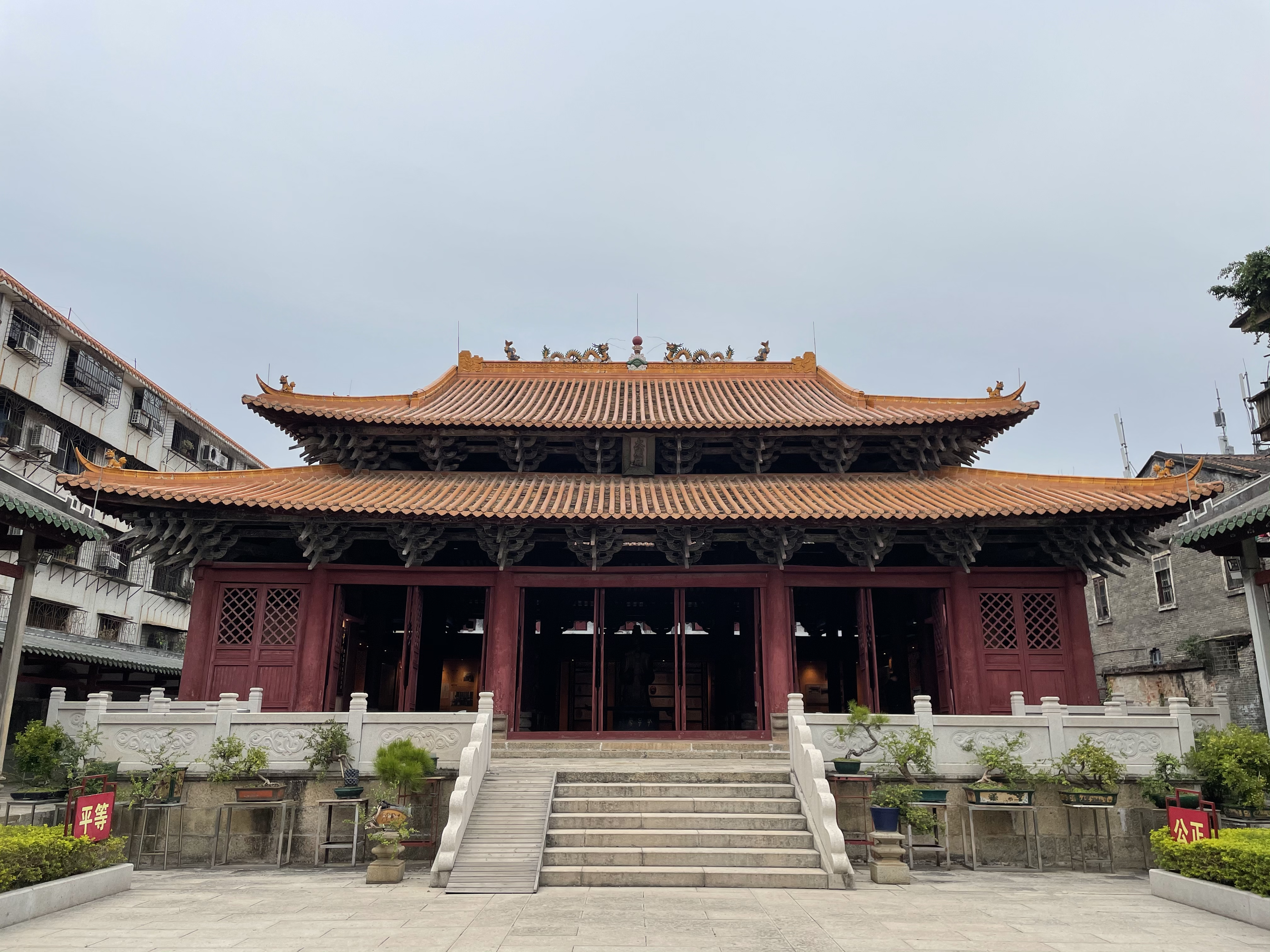
Конфуцианский храм в Дуаньчжоу
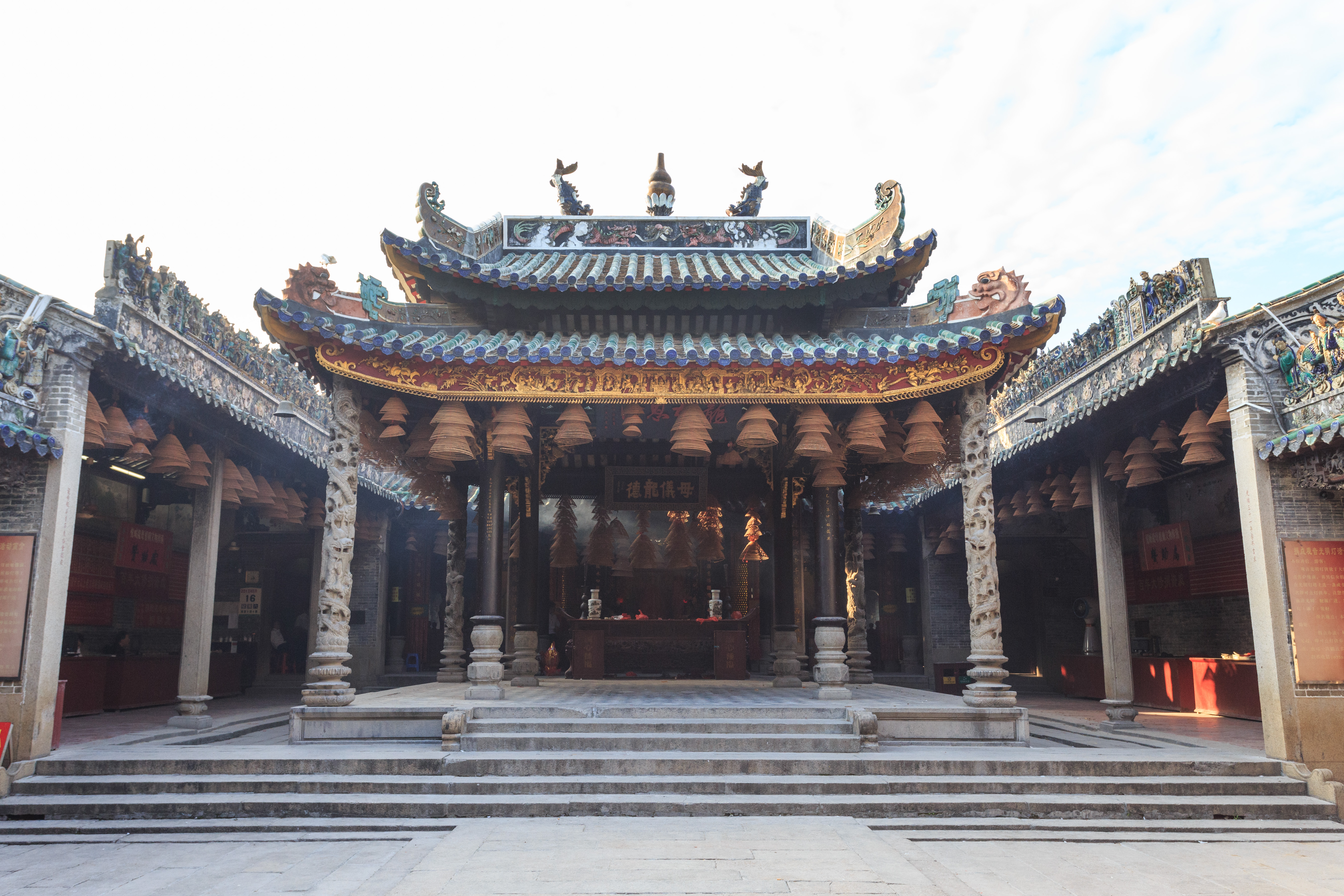
Буддийский храм в Дэцине
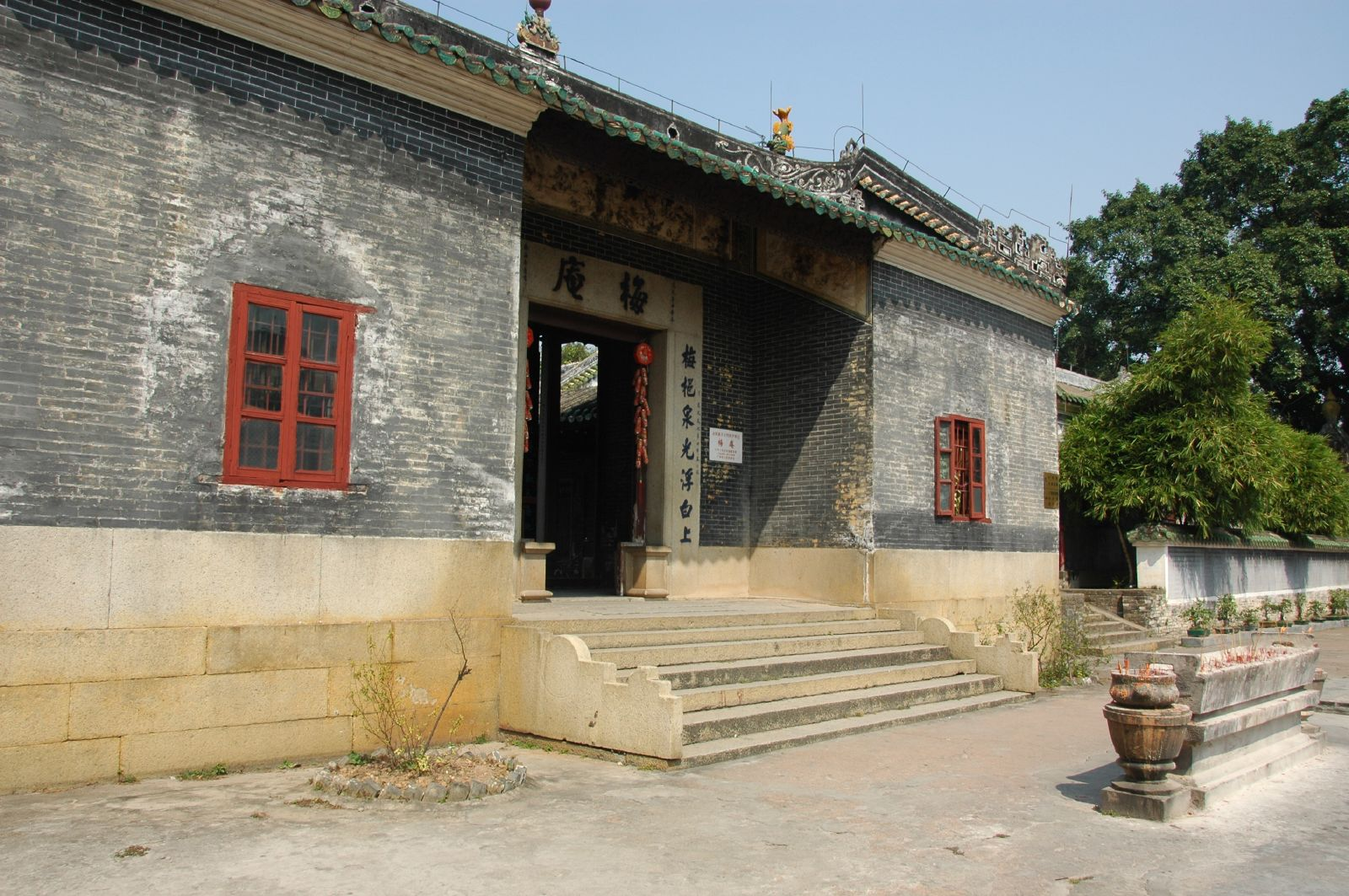
Буддийский храм в Дуаньчжоу
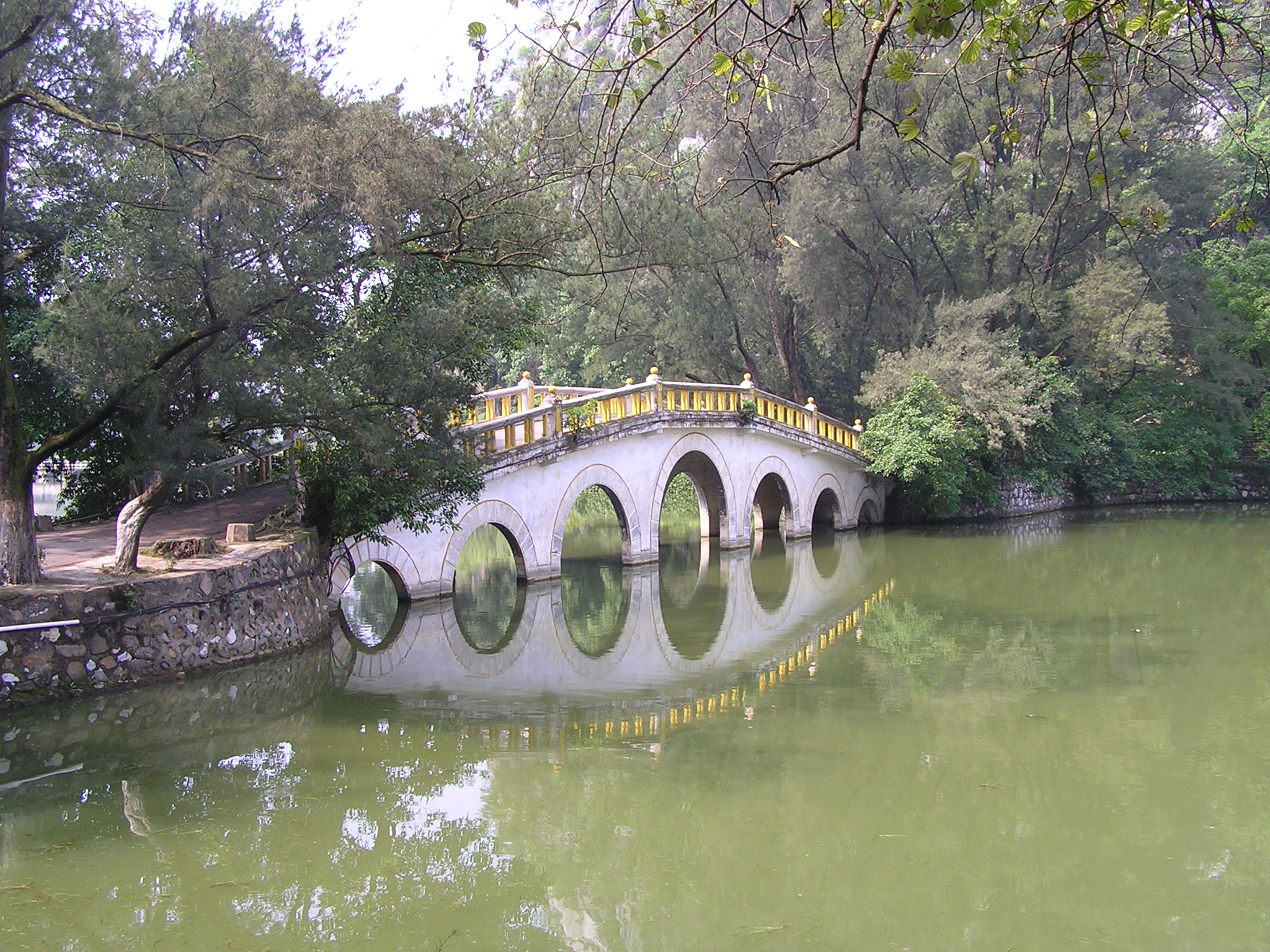
Мост в Дуаньчжоу
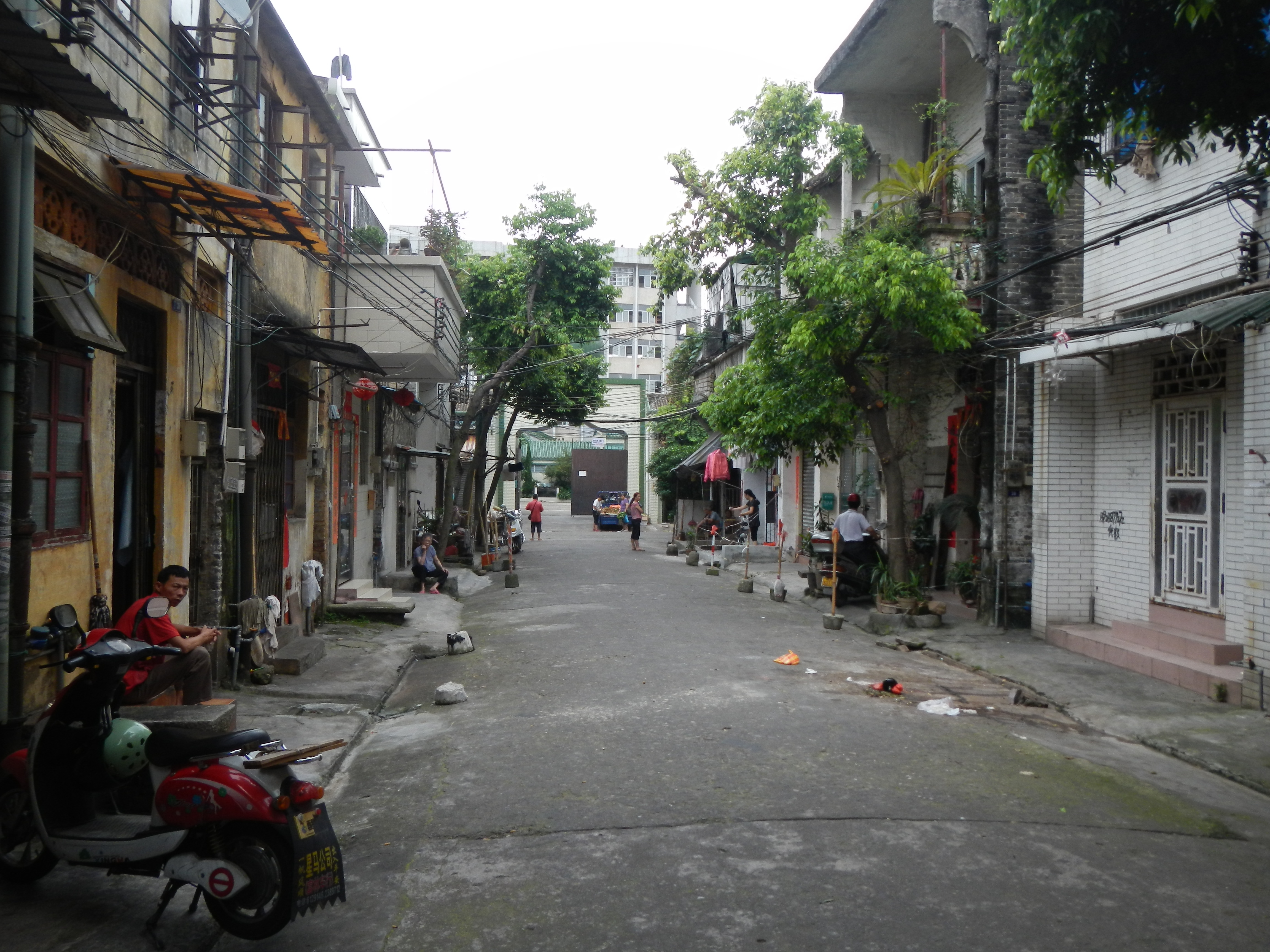
Исторический центр Дуаньчжоу
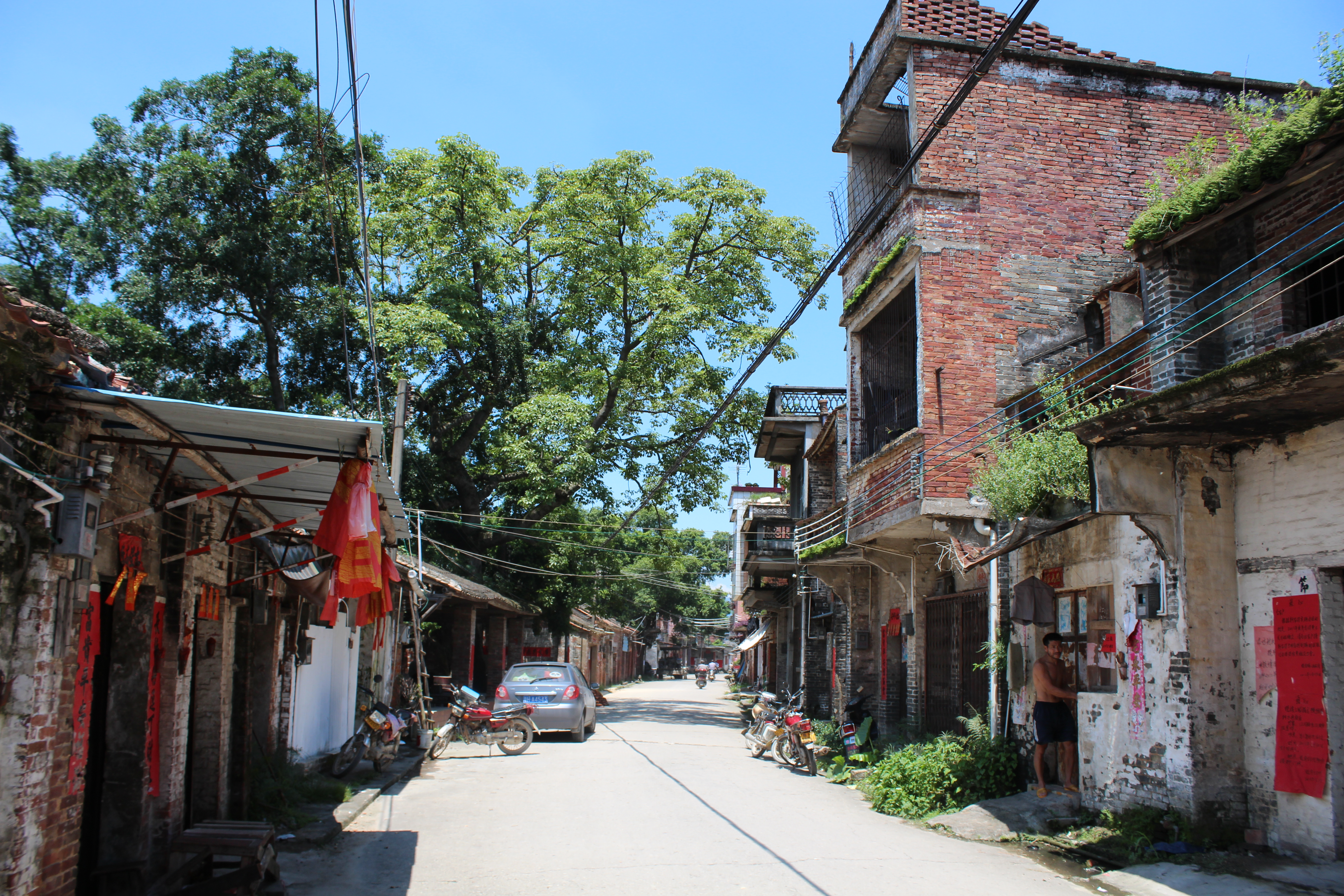
Исторический центр Гаояо